# Mosaïque du triomphe de Neptune et maison de Sorothus
Vous lisez un « article de qualité » labellisé en 2023.
La mosaïque du triomphe de Neptune de la maison de Sorothus, aussi appelée mosaïque de Neptune et des Néréides ou mosaïque du cortège de Neptune, est une mosaïque romaine datée du IIe ou IIIe siècle, découverte en Tunisie à la fin du XIXe siècle, dans la maison de Sorothus sur le site de Sousse, l'antique Hadrumète.
La mosaïque de Neptune est conservée au musée national du Bardo, dont elle constitue l'une des pièces maîtresses en raison de sa taille et de son état de conservation. Elle est déplacée lors des travaux d'extension de ce musée au début des années 2010, de la salle de Sousse où elle était jusqu'alors exposée au sol, à un nouvel espace où elle est désormais placée en position verticale.
Le site de la maison de Sorothus, fouillé partiellement, a également livré d'autres œuvres sur mosaïque riches d'enseignements sur le contexte historique et social du bâtiment ; ces artefacts sont répartis entre une salle aménagée dans la caserne de Sousse, le musée archéologique de cette même ville et le musée national du Bardo. Certaines œuvres ont été détruites ou abîmées durant les combats de la Seconde Guerre mondiale, en particulier le bombardement de la citadelle de Sousse par les forces alliées en 1943. Des fragments d'œuvres réputées perdues ont été retrouvés lors de recherches menées dans les réserves par un spécialiste tunisien de la mosaïque dans les années 1980, et certains ont pu être à nouveau présentés au public, notamment après la restructuration du musée archéologique de Sousse dans les années 2010.

## Histoire et localisation

### Découverte

#### Découverte fortuite

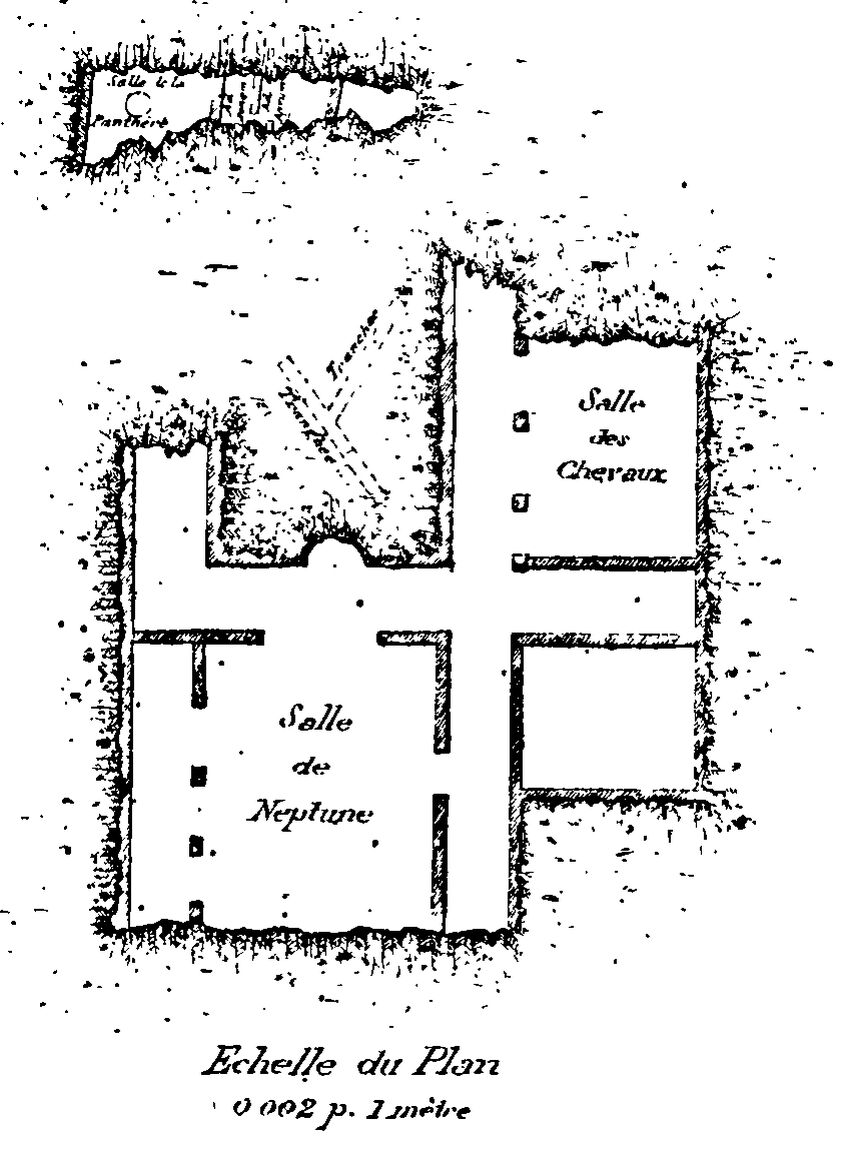
Croquis levé lors des fouilles publié par La Blanchère en 1888.

La mosaïque, en même temps qu'une partie de la maison, est dégagée en 1886-1887 par des soldats dirigés par le général Bertrand, « commandant la subdivision de Sousse », lors du creusement d'un puisard dans le jardin du régiment occupé par une oliveraie. Aucune monnaie ni inscription ne sont découvertes lors des fouilles menées par les militaires. Ces derniers dégagent également des tombeaux puniques. Il s'agit donc d'une découverte purement fortuite.
Les mosaïques de la maison de Sorothus étaient toutes enfouies entre 1 m et 1,80 m sous le niveau du sol. Certains murs mesuraient encore près de 2 m de haut.
Les fouilles sont partielles, et seules les pièces d'apparat sont alors dégagées. René du Coudray de La Blanchère est impressionné par la mosaïque de Neptune. Il évoque de façon fautive une datation tardive chrétienne voire byzantine du fait de la mauvaise qualité de certaines mosaïques.
René du Coudray de La Blanchère signale les mosaïques à l'Académie des inscriptions et belles-lettres « en s'attribuant l'essentiel du mérite », ce qui occasionne des protestations de la part des militaires et une méfiance pour informer les autorités locales sur leurs découvertes ultérieures.

#### Fouilles de Gustave Hannezo

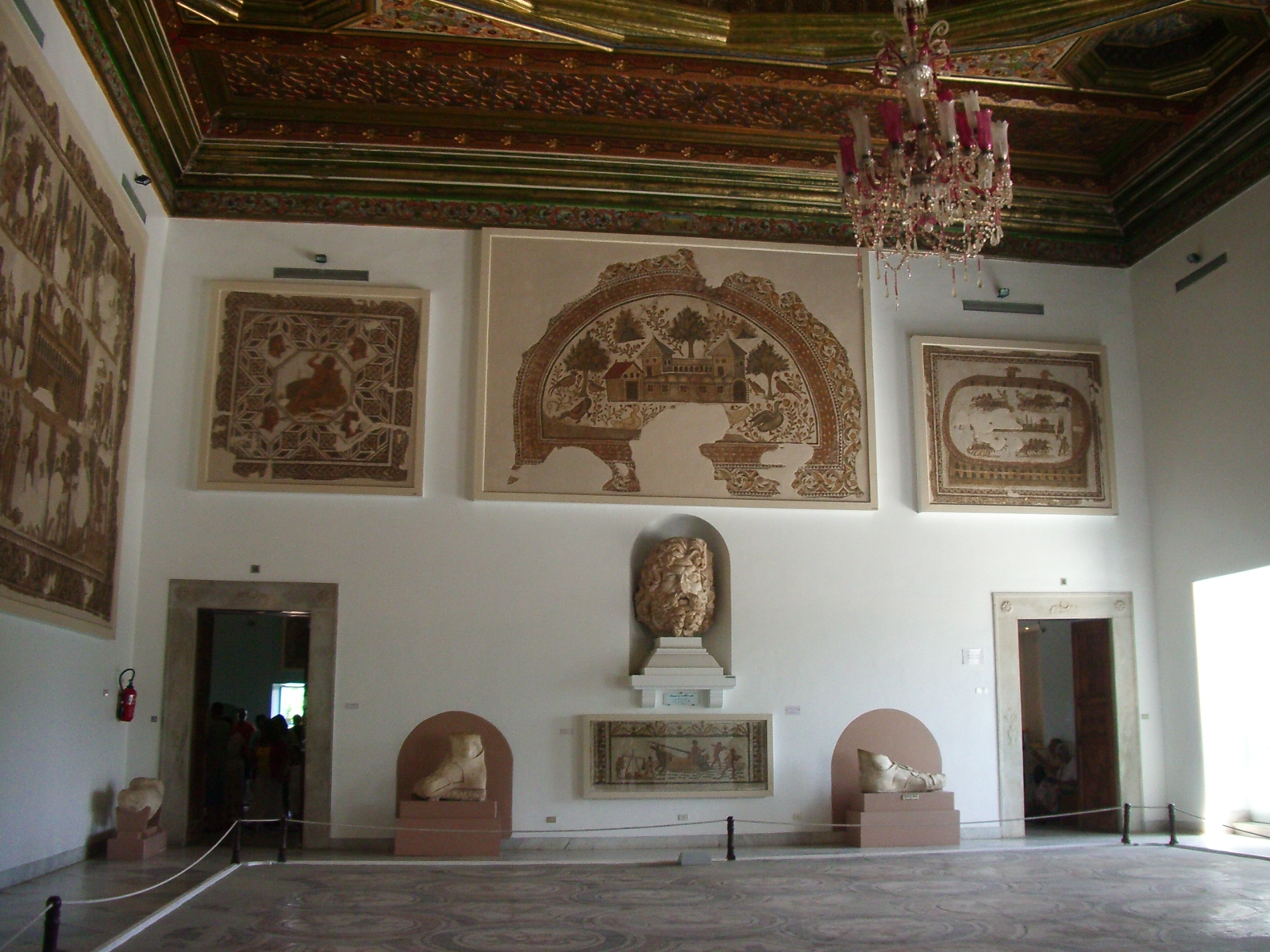
Ancienne salle où se trouvait la mosaïque au musée du Bardo avant la vaste restructuration de ce musée, photographie de 2007.

Le terrain est remis en état dès 1888, et de nouvelles fouilles sont menées par Gustave Hannezo pour reconnaître davantage la maison de Sorothus, permettant de dégager d'autres mosaïques, qui restent à Sousse. Hannezo termine la fouille, puis publie des articles sur les mosaïques de la maison tout comme le docteur Carton à la fin du XIXe siècle et au début du XXe siècle,. Il publie un plan « assez maladroit » de l'édifice après les fouilles en 1896.
Hannezo trouve dans le jardin intérieur des fragments de lampes et de céramiques, ainsi que des monnaies. Le matériel archéologique est effectivement « très réduit ». Les monnaies de bronze et d'argent portent les effigies de Trajan, Hadrien, Antonin le Pieux, Faustine la Jeune, Héliogabale, Sévère Alexandre, Julia Mamaea et Philippe l'Arabe. Une intaille en or représentant Jupiter avec le foudre et un sceptre et une inscription en grec sont également dégagées.
Jean-Pierre Laporte et Henri Savagne signalent en 2006 qu'« une bonne partie des murs […] doit subsister » tout comme nombre de pavements de mosaïques, une étude stratigraphique pouvant être encore possible pour de nouvelles recherches sur site.

### Histoire antique

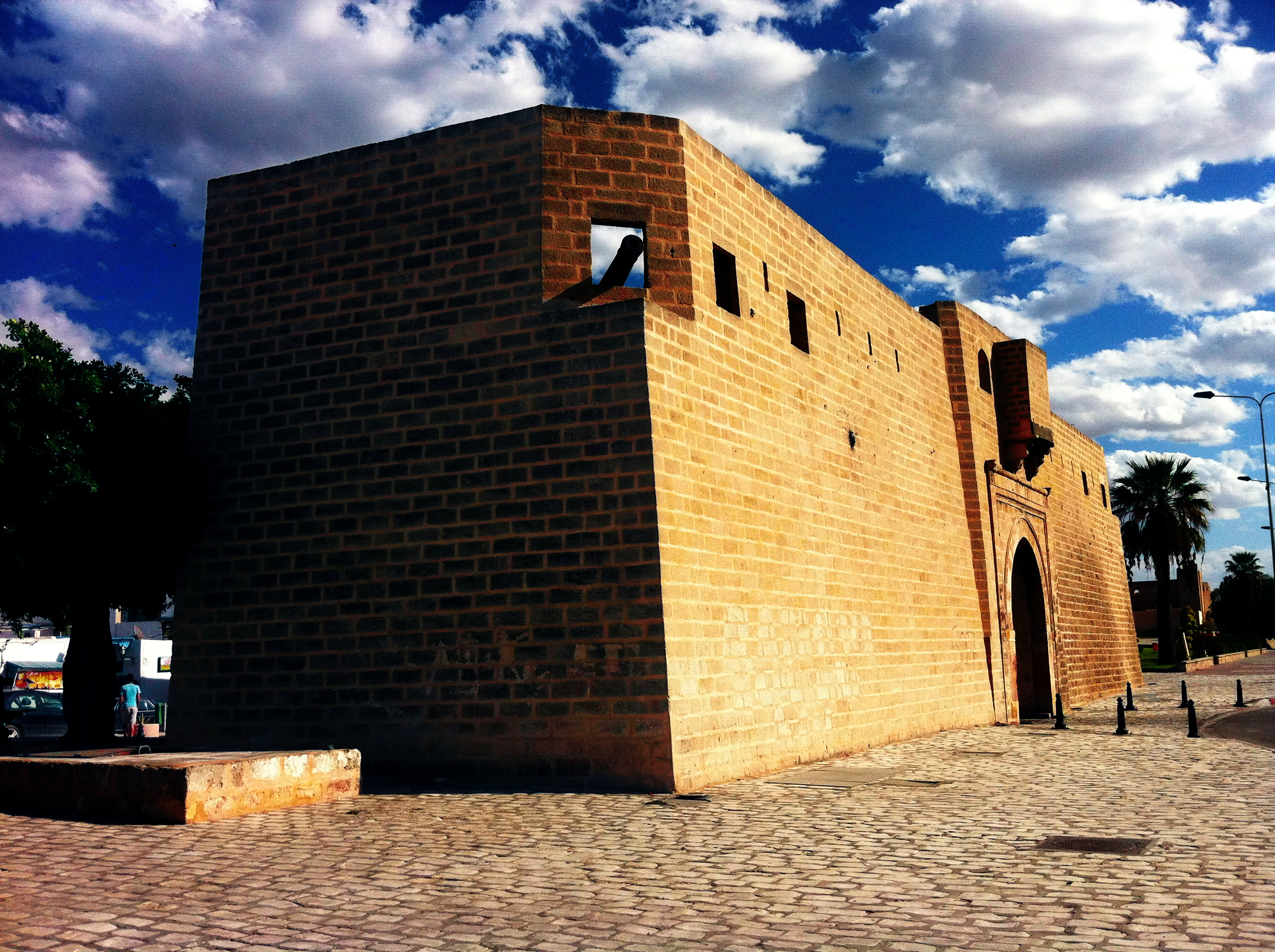
Bab El Gharbi.

La caserne des tirailleurs était située à proximité des actuelles Bab El Gharbi et Bab El Finga, deux portes de la médina de Sousse, un secteur occupé sous l'Empire romain par de riches maisons ayant livré des mosaïques, celles dites de l'Arsenal, celle de Virgile et celle du viol d'Augè par Héraclès.

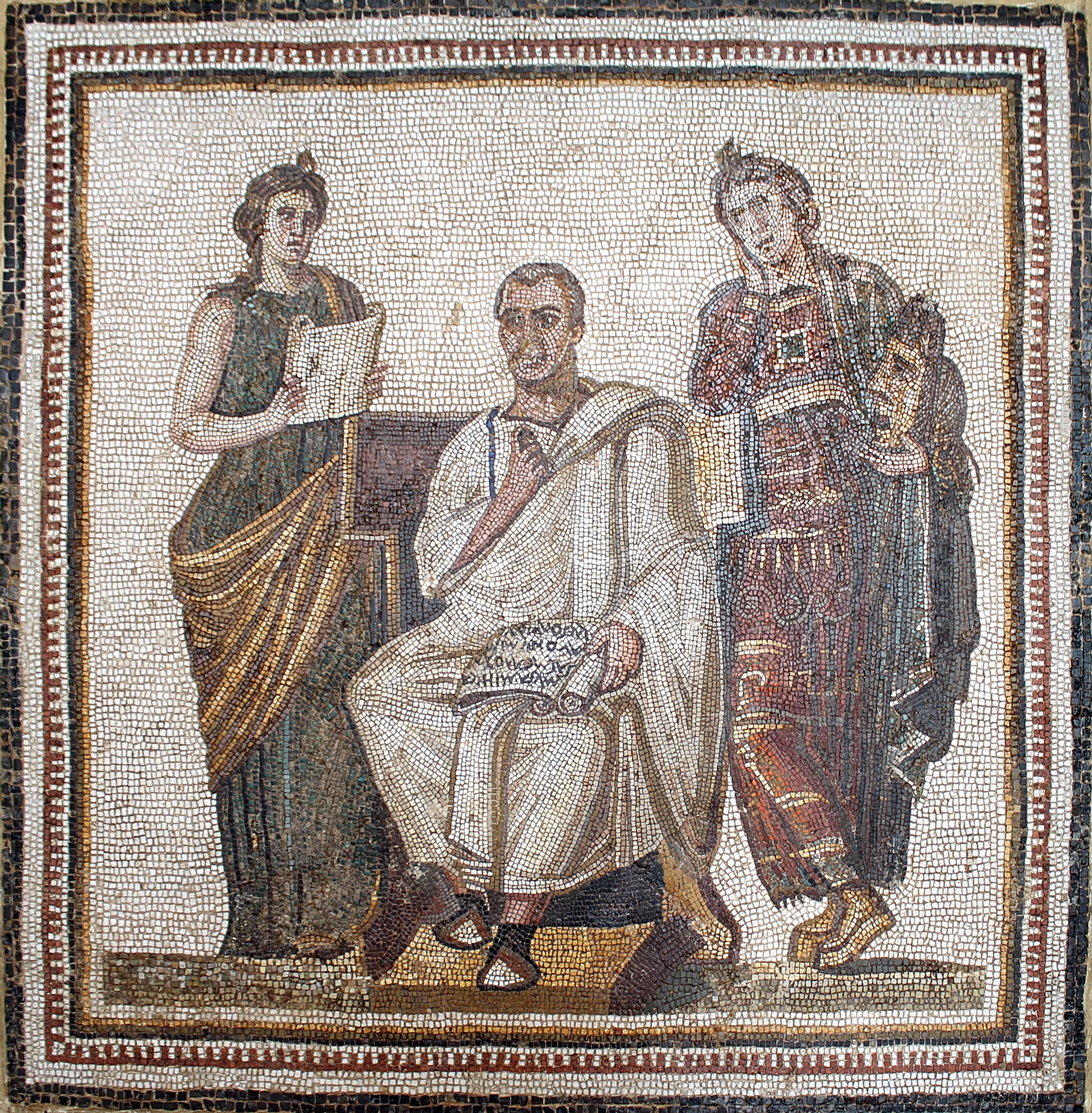
Mosaïque de Virgile datée du IIIe siècle selon Mohamed Yacoub.

La datation de la mosaïque dite de Neptune a varié dans l'historiographie. René du Coudray de La Blanchère date l'édifice après l'époque byzantine, avec une évacuation au moment de la conquête musulmane du Maghreb. Elle date de la fin du IIe siècle selon Mohamed Yacoub ou du IIIe siècle,, plus précisément de la seconde moitié du IIe siècle ou du début du siècle suivant,. Elle serait antérieure à 161-169, dates du règne de Lucius Aurelius Verus, empereur qui remplace comme symbole de victoire le palmier par un modius rempli de pièces d'or. Elle est dégagée dans l'œcus d'une demeure d'un riche armateur ou éleveur de chevaux. La maison a livré également une mosaïque représentant le domaine du propriétaire ainsi que ses chevaux, ainsi qu'une autre représentant une panthère.
La demeure est abandonnée avant la ruine de l'édifice qui s'écroule,, puis est recouvert par des glissements de terrain. Le site est réutilisé ultérieurement par un bâtiment, dont ont été signalées deux salles situées au nord et à l'ouest, et également par des sépultures romaines et tardives. Il finit par être converti en oliveraie. Les mosaïques sont endommagées par « les tassements [des] remblais depuis l'Antiquité » et les racines des oliviers.

### Problématique de la conservation des œuvres
Les œuvres retrouvées dans la maison de Sorothus sont réparties entre différents lieux de conservation. La mosaïque du triomphe de Neptune fait partie des principales pièces exposées au musée national du Bardo.

#### Œuvres conservées au musée national du Bardo

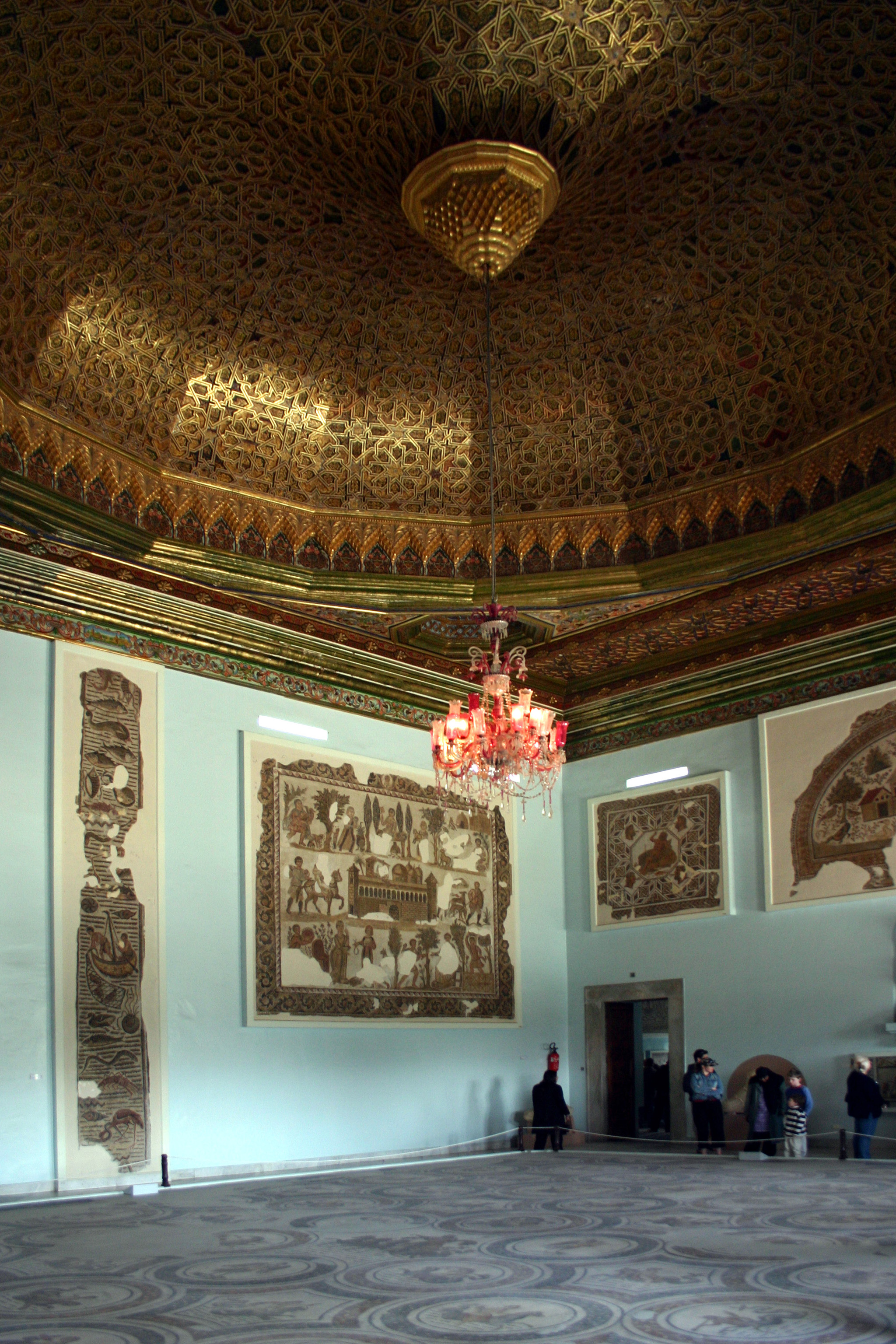
Vue de la salle de Sousse au début des années 2000, avec la mosaïque de Neptune au sol.

René du Coudray de La Blanchère fait attribuer au tout nouveau musée Alaoui, futur musée du Bardo, la grande mosaïque de Neptune, qui est transportée avec soin dans plusieurs caisses puis embarquée sur un croiseur français, le D'Estrées. Ce démontage, qui débute le 7 mars 1887, précède l'embarquement sur le navire qui s'achève pour sa part le 28 juin. La superficie de la salle couverte de mosaïques ainsi que le trajet rendent difficile la dépose et le transport. Chaque médaillon est retiré successivement et des dalles sont constituées. Les caisses utilisent une voie de chemin de fer Decauville pour aller au port et rejoindre La Goulette. L'ensemble rejoint Le Bardo par le train. La mosaïque est largement restaurée avant son exposition, tout comme une autre œuvre, celle de la panthère.
Une fois restaurée, la mosaïque du triomphe de Neptune est installée par René du Coudray de La Blanchère dans « la plus grande salle du Bardo ».

#### Œuvres confiées au musée des tirailleurs de Sousse et conséquences du bombardement de 1943

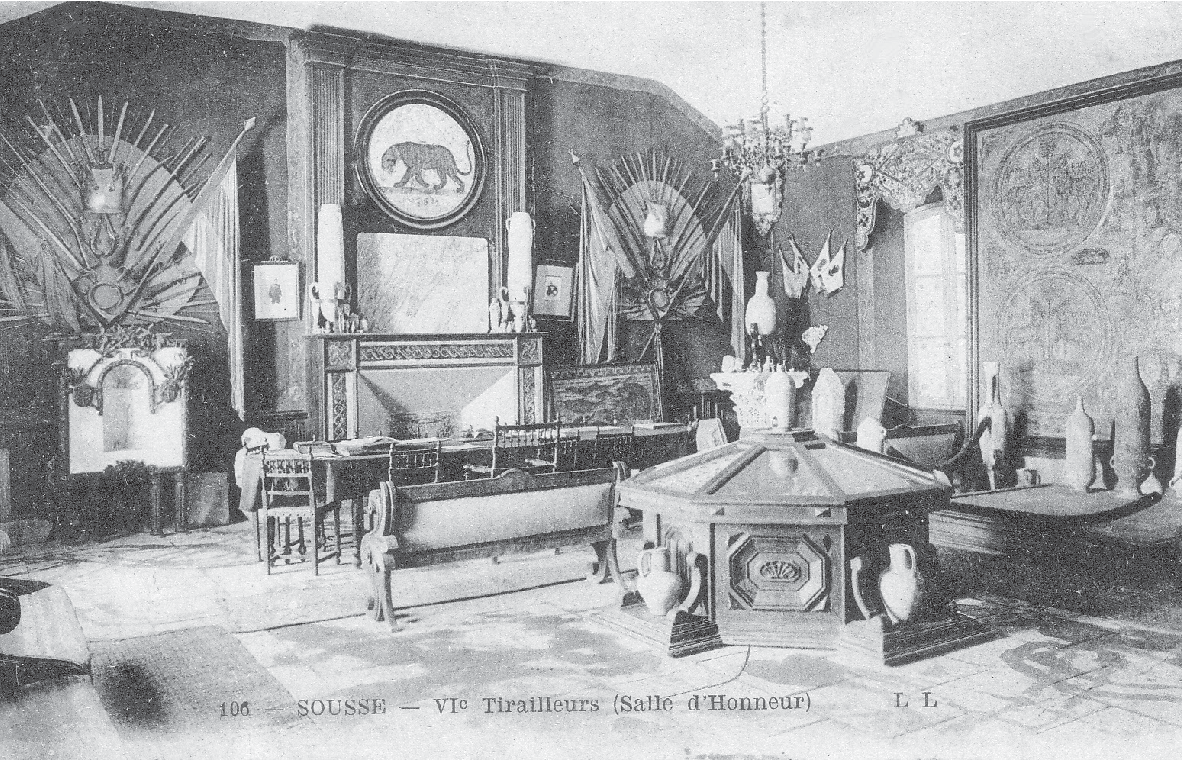
Carte postale ancienne de la salle d'honneur du 4e régiment de tirailleurs tunisiens, à gauche on remarque la mosaïque de la panthère et à droite la mosaïque des haras provenant de la maison de Sorothus.

La salle d'honneur du 4e régiment de tirailleurs tunisiens, dans la kasbah de Sousse, obtient comme « contre-feu » de conserver la mosaïque d'une panthère et celle dite des chevaux de Sorothus par arrêté ministériel du 29 janvier 1887. L'espace est alors une « sorte de musée » qui contenait, outre des œuvres antiques, des armes et des portraits de militaires.
La salle d'honneur du régiment est détruite en 1943 par des bombardements américains de la ville de Sousse : sont perdues alors des statuettes et une mosaïque des Saisons, et seuls quelques fragments de la mosaïque des haras de Sorothus échappent alors au désastre,, même s'ils demeurent perdus pendant longtemps.

#### Histoire récente: de l'oubli à la redécouverte

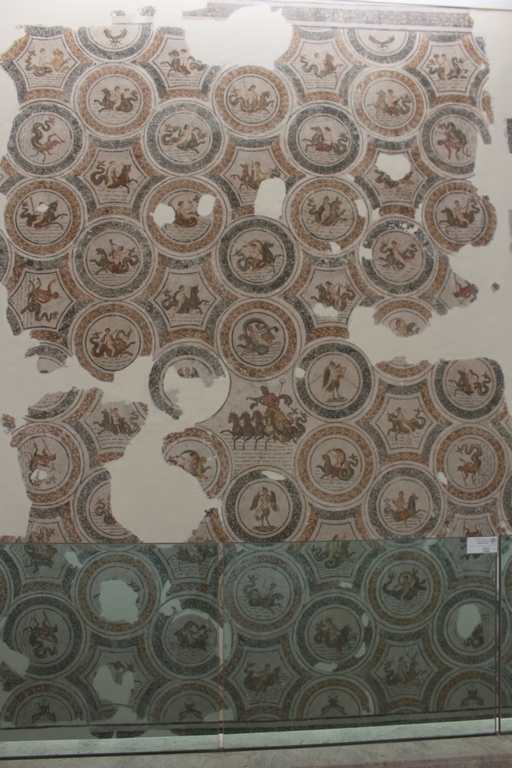
Vue générale de la mosaïque dans sa nouvelle présentation à la suite de la réhabilitation du musée.

Des fragments envoyés au musée du Bardo après le désastre de 1943 y sont vite oubliés.
La mosaïque de la panthère est pour sa part déposée à un moment inconnu à l'amirauté de Bizerte, et envoyée en France à une date inconnue pour intégrer les collections du musée national de la Marine de Paris (numéro d'inventaire 470A34). Le médaillon est ensuite déposé au musée napoléonien d'Antibes en 1963, et seulement retrouvé en 1998 puis identifié. Cette œuvre est désormais dans un état de conservation « médiocre ».
Dans les années 1980, Mongi Ennaïfer retrouve au musée du Bardo un élément de la mosaïque des chevaux vainqueurs et onze morceaux de la mosaïque des haras de Sorothus,. Après 2004, Taher Ghalia, directeur du musée national du Bardo, recherche les fragments conservés dans cette institution. Une présentation dans le musée archéologique de Sousse est alors souhaitée. Les fragments de la mosaïque des haras de Sorothus sont restaurés et installés au musée de Sousse au début du XXIe siècle, lors de la vaste restructuration de cette institution culturelle.
Peu visible dans la pièce du palais où elle était exposée sur le sol, la grande salle des fêtes dénommée ensuite salle de Sousse, la mosaïque de Neptune est déplacée à la faveur de la réhabilitation et extension du musée du Bardo dans les années 2010.

## Description

### Description de la maison et des mosaïques retrouvées autres que la mosaïque de Neptune

#### Maison

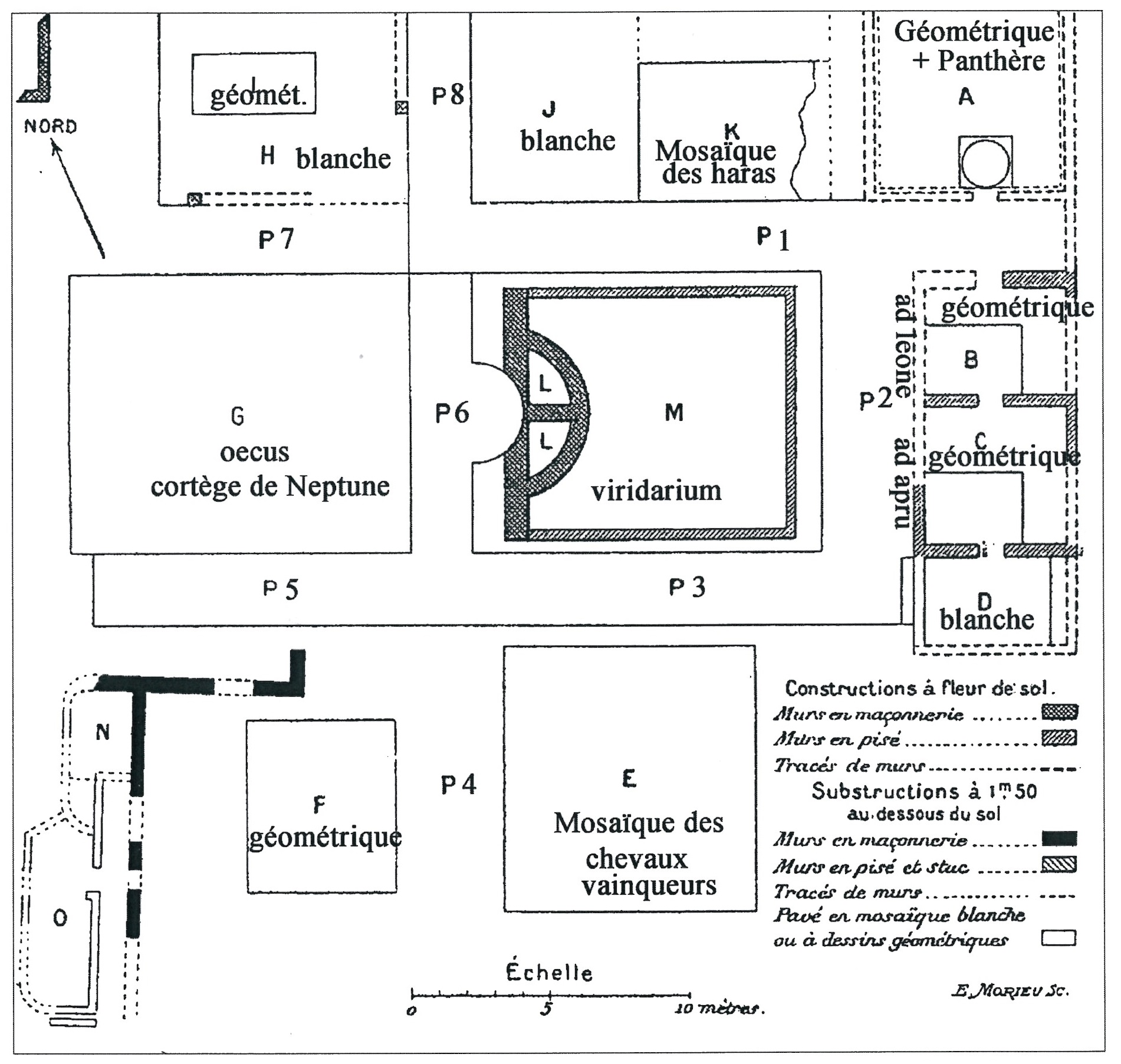
Plan de la maison de Sorothus après les fouilles de Gustave Hannezo, gravure de E. Morieu.

Le plan de la maison de Sorothus est classique si on la compare à celles connues en Afrique romaine.
La maison s'organise autour d'un jardin ou viridarium avec un péristyle donnant sur un œcus. Lors des fouilles de l'espace reconnu comme le viridarium, Gustave Hannezo dégage des éléments de colonnes de grès coquillier de Misma et en calcaire stuqué. Ces éléments proviennent peut-être de la destruction du péristyle. Deux bassins étaient présents dans le viridarium. Les fouilles du jardin ont livré une conduite de canalisation en poterie,.
Des piliers de moellons constituaient les ouvertures des salles donnant sur les portiques. Une abside semi-circulaire était présente dans le jardin. Le fouilleur suppose que les murs larges de 0,50 m étaient constitués de « boue et de gravats provenant de démolitions » et suppose que la maison ne possédait qu'un niveau,. Les parties hautes des murs étaient bâties en pisé « peu résistant ».
Les murs étaient ornés de peintures, dont des dessins géométriques et de « vrais tableaux ». Toute la superficie de la maison comportait des mosaïques. Un portique avait perdu ses mosaïques lors de la redécouverte.
Le péristyle permettait d'accéder aux salles dont l'œcus et deux salles ornées de mosaïques de chevaux, la mosaïque des haras et celle des chevaux vainqueurs. La salle de la mosaïque de Neptune a livré en outre des fresques de dauphins. Des mosaïques de seuil situées dans le péristyle comportaient des inscriptions, Ad leone[m] (« Chez le lion ») et Ad apru[m] (« Chez le sanglier ») ; ces pièces étaient peut-être des chambres à coucher.
Des animaux devaient être peints sur les murs. La mosaïque de la chambre au lion comportait l'emplacement d'un lit. La chambre au sanglier comportait l'inscription ad apru[m] devant l'entrée. Les animaux ont peut-être été choisis parce qu'ils étaient présents dans les jeux dont le propriétaire pouvait être friand. Les salles de la panthère, du lion et du sanglier portaient des mosaïques avec motifs géométriques noirs et blancs,. Face à l'entrée de la salle de Neptune, une abside comportait une mosaïque polychrome en forme d'éventail. La salle de la panthère comportait des enduits peints de couleurs vives. Cette salle était peut-être appelée « Chez la panthère » ou « Chez le lion ».
Les couloirs larges de plus de 3 m étaient mosaïqués et pourvus de torsades aux pourtours. L'exèdre faisant face à l'œcus comportait une mosaïque polychrome. L'œcus, grande pièce permettant d'accéder au péristyle, était « largement ouvert sur l'extérieur » et possédait neuf seuils sur trois côtés.

#### Médaillon de la panthère

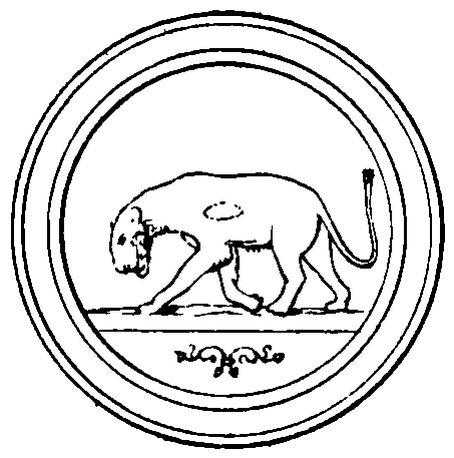
Le médaillon de la panthère publié en 1888.

La mosaïque de la panthère, « en face de la porte d'entrée », mesure 1,30 m de diamètre mais a été découverte mutilée. L'animal en marche, apprivoisé, porte un collier. Le rendu des couleurs de la robe de l'animal produit « un effet saisissant » selon René du Coudray de La Blanchère. La représentation de l'animal est remarquable et inspirée par un animal réel, cependant l'état de conservation est « médiocre ». Des végétaux, deux volutes qui s'achèvent par des feuilles de lierre, représentées dans le médaillon sont, selon Jean-Pierre Laporte, une référence à la sodalité des Taurisci,. Le motif est également présent sur un seuil, sur la mosaïque des chevaux et sur un médaillon de la mosaïque de Neptune, figurant un ichtyosaure. Selon Louis Foucher, il s'agit d'un signe à valeur prophylactique. La mosaïque a également un sens dionysiaque, le motif des lierres accompagnant souvent la divinité.
Le médaillon de la panthère est entouré de carrés de 0,29 m pourvus de nœuds de Salomon. La pièce était en outre peinte de couleurs vives et son sol était couvert de mosaïques géométriques noires et blanches.

#### Mosaïque des haras

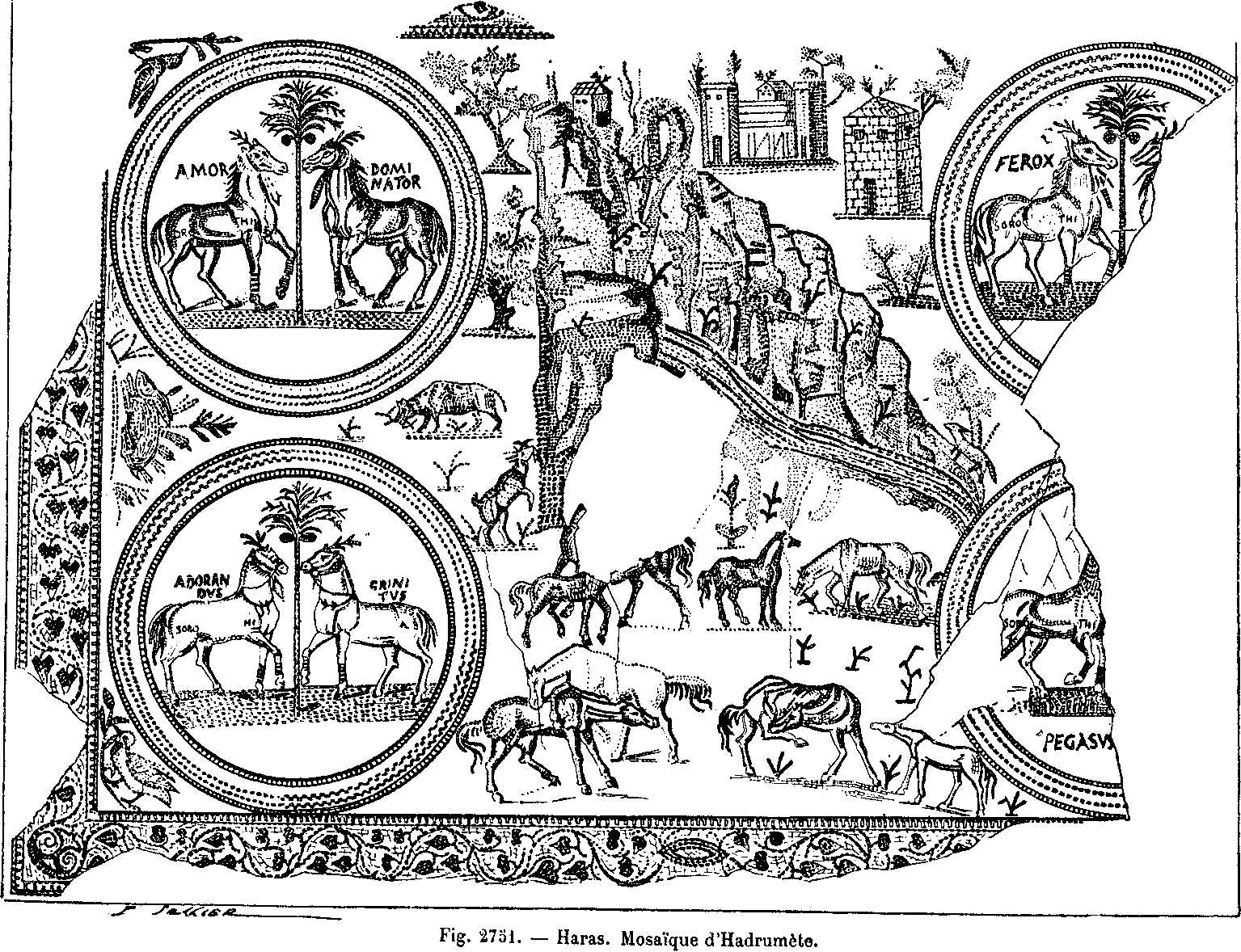
Gravure de la mosaïque des haras de Sorothus dans le Dictionnaire des Antiquités grecques et romaines de Daremberg et Saglio.

La mosaïque des haras mesure 4,10 m sur 3,40 m lors de sa découverte. La partie droite est alors amputée. Alors qu'elle était présumée perdue pendant les combats de la Seconde Guerre mondiale, elle est conservée au musée du Bardo et au musée de Sousse.
Quatre couples de chevaux « de race arabe » sont situés dans des médaillons aux angles.
La mosaïque comporte une bordure végétale et quatre médaillons avec des chevaux, et au milieu une scène paysagère est composée d'une plaine avec une rivière et des chevaux en liberté, une villa avec un autre bâtiment entourés d'animaux (vache, chèvre, lièvre, oiseaux), un paysage de montagne érodée avec un édifice et un ruisseau. La villa possède des colonnes sur sa façade et deux tours carrées. Des cornes des cerf sont placées sur le lanterneau au sens « vraisemblablement prophylactique ». L'édifice est semi-circulaire et les tours possèdent un toit en terrasse. L'édifice appartient à un type de la villa rustica connu du Ier siècle au VIe siècle par l'archéologie et l'iconographie ; la représentation de la mosaïque des haras figure un bâtiment sans doute assez fidèle à la villa du personnage.
Au premier plan, Paul Gauckler évoque une jumenterie, relayé par Mohamed Yacoub. La mosaïque évoque les « confins de la nature sauvage et inhabitée » et la « campagne humanisée ». Un personnage joue du syrinx. Yacoub évoque « l'influence des paysages idylliques et fantaisistes » et l'influence de l'art d'Alexandrie, même si le paysage ressemble à ceux de la steppe tunisienne. Les constructions sont également vraisemblables.
Les chevaux s'affrontent de part et d'autre du symbole de la victoire, les médaillons étant « artificiellement encastrés » dans la mosaïque selon Yacoub. Cette représentation est une première car les chevaux présentés ont réellement existé. Le mosaïste a constitué une sorte de « “panneau publicitaire” pour les haras de […] Sorothus », un « moyen de propagande ». Selon Katherine Dunbabin, Louis Foucher et Jean-Pierre Laporte la mosaïque représente les haras de Sorothus et n'est pas juste une convention. La mosaïque veut reproduire la réalité.
Chacun des médaillons figure deux chevaux prêts pour la course, une patte levée, la tête portant une palme, avec un collier ou une bride, et séparés par un palmier-dattier pourvu de fruits. Six noms des chevaux sont connus, les deux derniers se trouvant dans la partie lacunaire de la mosaïque : Amor et Dominator, Adorandus et Crinitus, Ferox et Pegasus,. Les chevaux sont au repos. La croupe de certains porte l'inscription Sorothi et d'autres une marque d'écurie, « quatre trapèzes verticaux de taille décroissante », peut-être une évocation d'un sommet de Numidie.

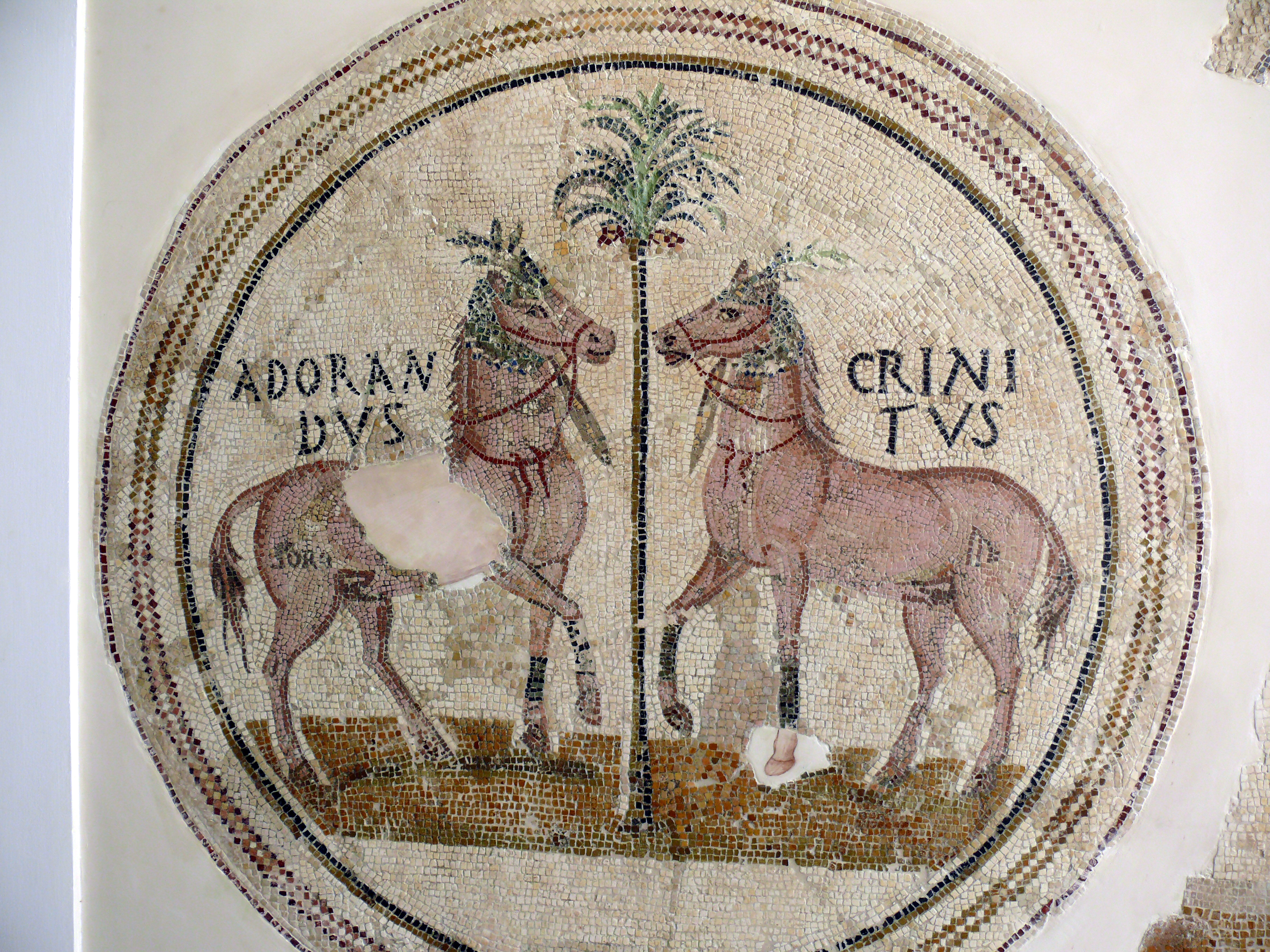
Mosaïque des chevaux Adorantus et Crinitus, musée archéologique de Sousse.
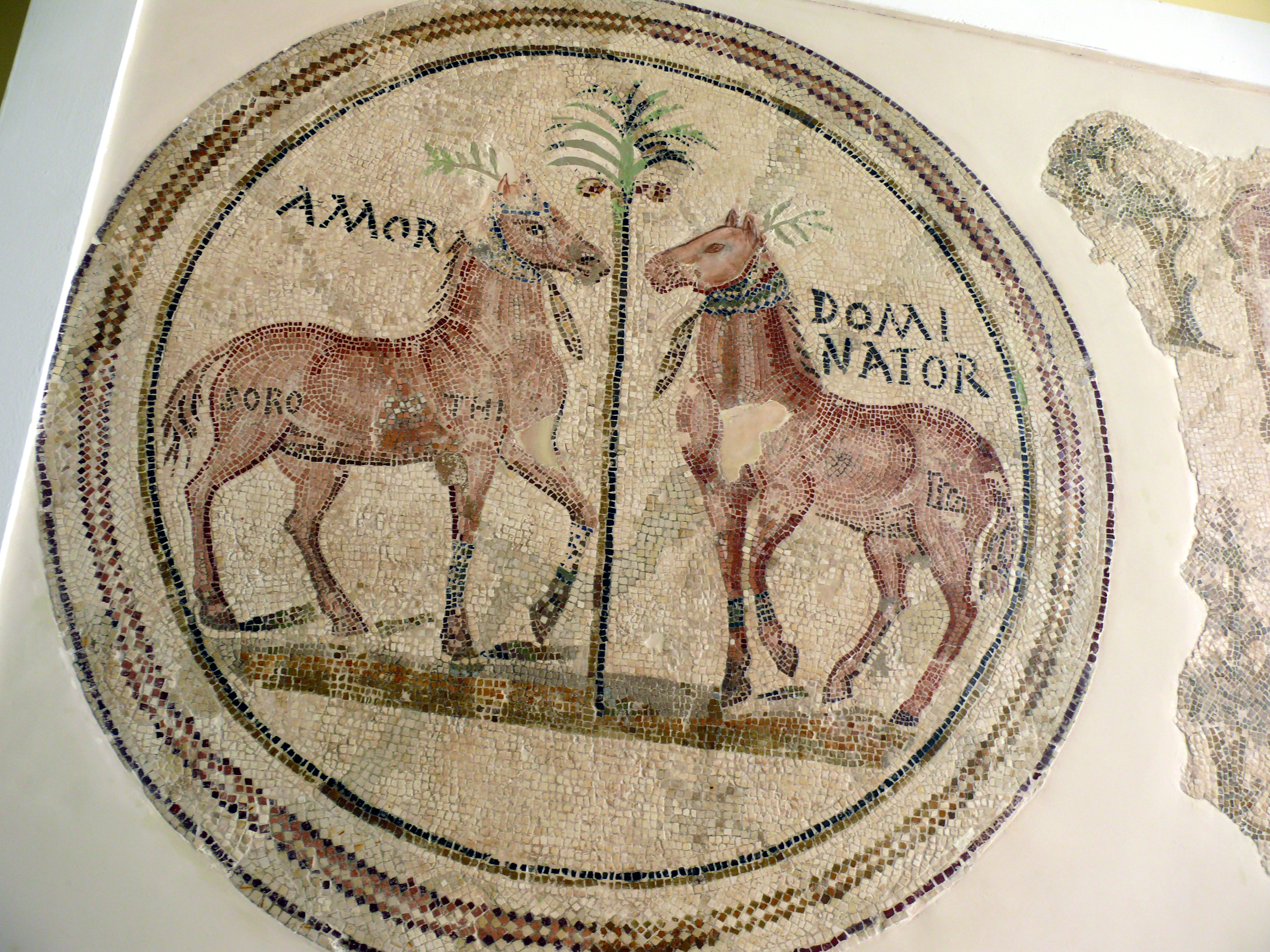
Mosaïque des chevaux Amor et Dominator, musée archéologique de Sousse.
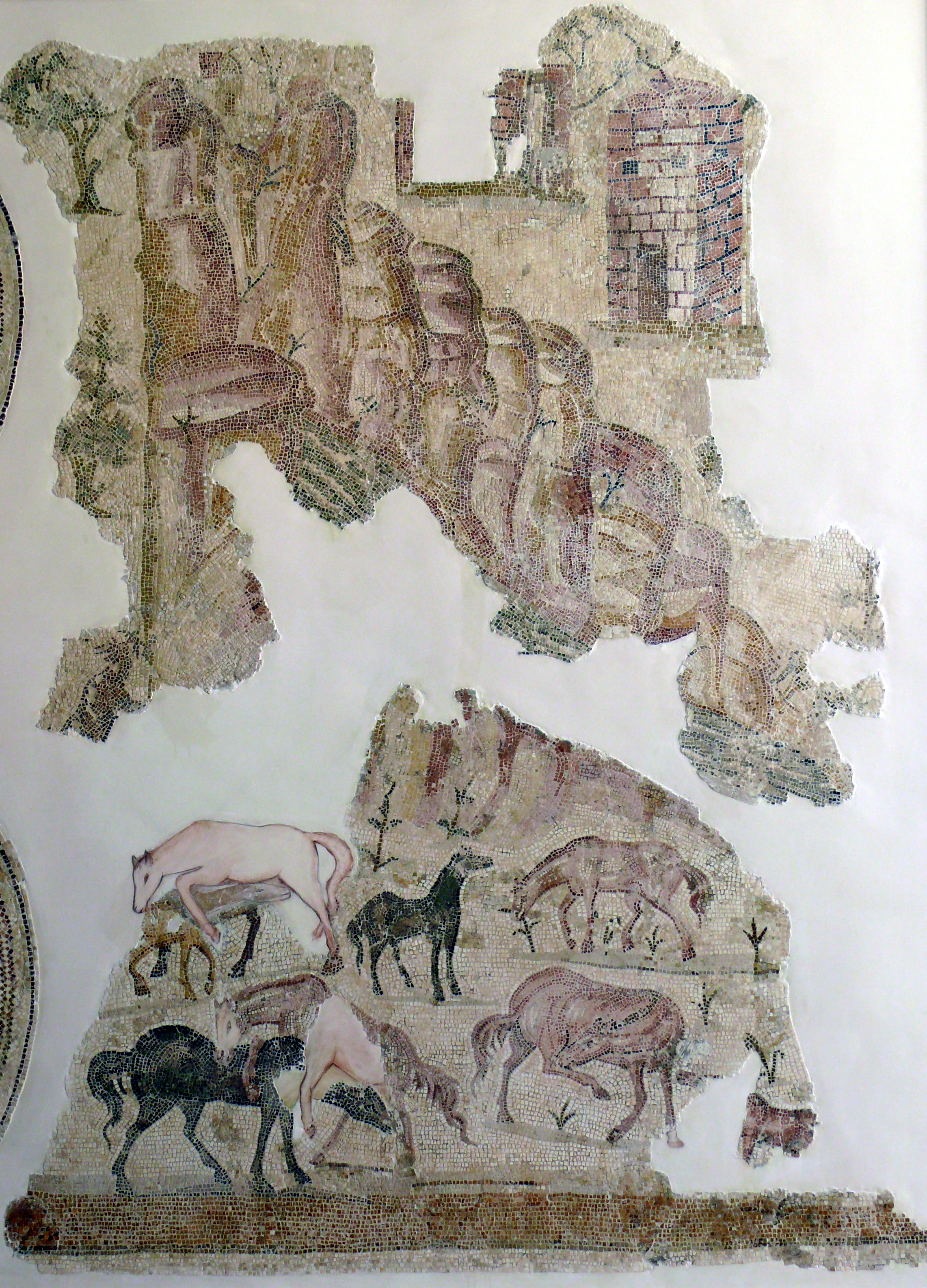
Mosaïque du domaine de Sorothus, musée archéologique de Sousse.

#### Mosaïque des chevaux vainqueurs

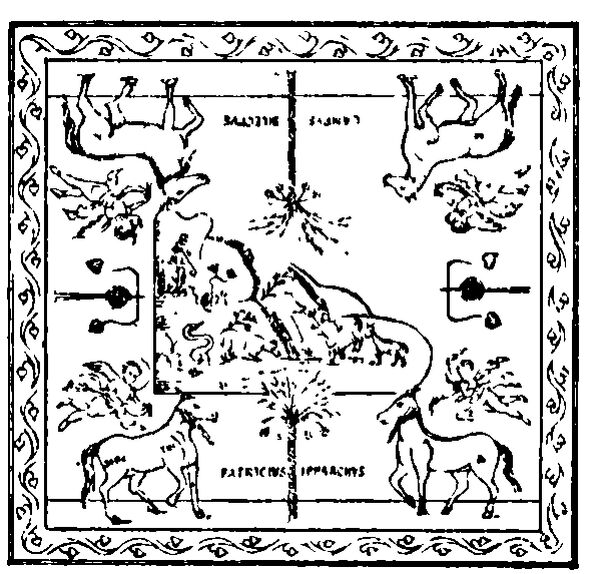
Mosaïque des chevaux affrontés de la maison de Sorothus sur une publication des années 1880.

La mosaïque des chevaux mesure environ 2 m (1,89 m sur 1,80 m) et les tesselles sont très petites, ce qui entraîne une grande précision dans les détails figurés. Un cadre de lierre entoure le tableau qui figure quatre chevaux « affrontés deux par deux ». Des poteaux et des palmiers « chargés de régimes » sont aussi présents. Les poteaux dits fascina sont des trophées qui séparent les Amours.
Les chevaux sont rouges et blancs et certains portent des inscriptions ou des symboles. Liés par la couleur de leur robe, ils sont munis d'un bouquet et d'un collier avec un gland. Au-dessus de chaque cheval se trouve un génie nu et ailé ; chacun des génies est figuré de manière différente.
Jean-Pierre Laporte considère que les chevaux sont surmontés d'« un Amour volant ». Des palmes, « symbole de la victoire » sont présentes. Les amours volants couronnent de lauriers les chevaux,. Des hampes, « poteaux en forme de croix », séparent les chevaux affrontés.
De part et d'autre des palmiers se trouvent des inscriptions, Patricius-Ipparchus et Campus-Dilectus, noms des quatre chevaux,. Comme sur l'autre mosaïque, les chevaux portent l'inscription « SOROTHI » et la marque de l'écurie. Le terme Sorothi est au génitif, ce qui indique l'appartenance des animaux au dénommé Sorothus.
La mosaïque porte selon Laporte le symbole de la sodalité des Taurisci, alors que René du Coudray de La Blanchère considère que le symbole représente des poteaux de cirque et que Louis Foucher en fait des trophées. Le symbole figurait aussi dans l'entrée de la pièce mais simplifié, tout comme était figuré le symbole de l'écurie.
Le centre de la composition est occupé par une « scène idyllique » avec rochers, cascades et animaux. Un personnage muni d'une houlette et jouant du syrinx est installé sur le rocher. La scène centrale est perdue après 1943 et était « assez mal reliée au reste du tableau » : un rocher portait des végétaux, une cascade et nombre d'animaux divers (chèvre, vache, cerf, serpent, escargot). Le personnage est un pâtre. Des fragments sont toutefois retrouvés par Mongi Ennaïfer au début des années 1980 au musée national du Bardo.
Le motif était contenu dans « un motif polygonal polychrome ». René du Coudray de La Blanchère souligne la qualité de la mosaïque contenant cette œuvre, polychrome et pourvue de motifs géométriques combinés : octogones, carrés, losanges et triangles. Il évoque un souhait — non exaucé — de conserver in situ la mosaïque, « en construisant dessus une salle »,.

### Mosaïque du triomphe de Neptune

#### Description générale

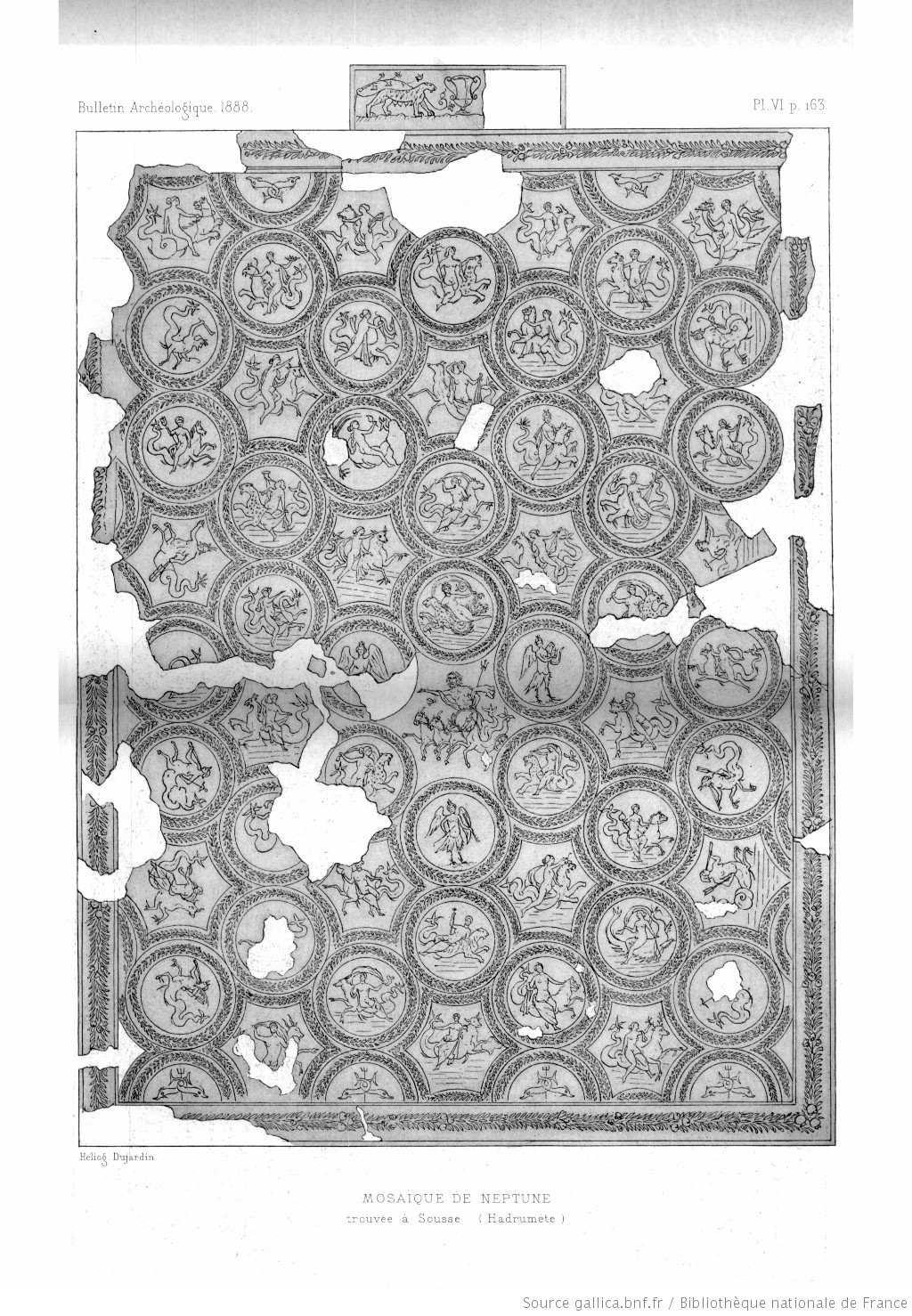
Vue générale de la mosaïque publiée avec une inversion du sens du seuil.

La mosaïque du triomphe de Neptune, qui mesure 134,68 m2, n'est pas en très bon état, « avec de larges plaies, irréparables […] dans le seuil, dans le cadre, dans la composition elle-même ». « À peu près entière » selon René du Coudray de La Blanchère, la mosaïque est réparée par la suite.
Le seuil principal de 2,95 m sur 0,75 m comporte un tigre et une tigresse séparés par un vase, des rinceaux de vigne étant présents initialement, mais le tigre avait disparu avant les fouilles. Le pampre va du cratère au bord de la mosaïque de seuil. Les autres seuils présentent une svastika.
Les tesselles de la mosaïque sont en marbre et en verre, et certaines sont « décomposées », avec un grand nombre de nuances de couleurs.

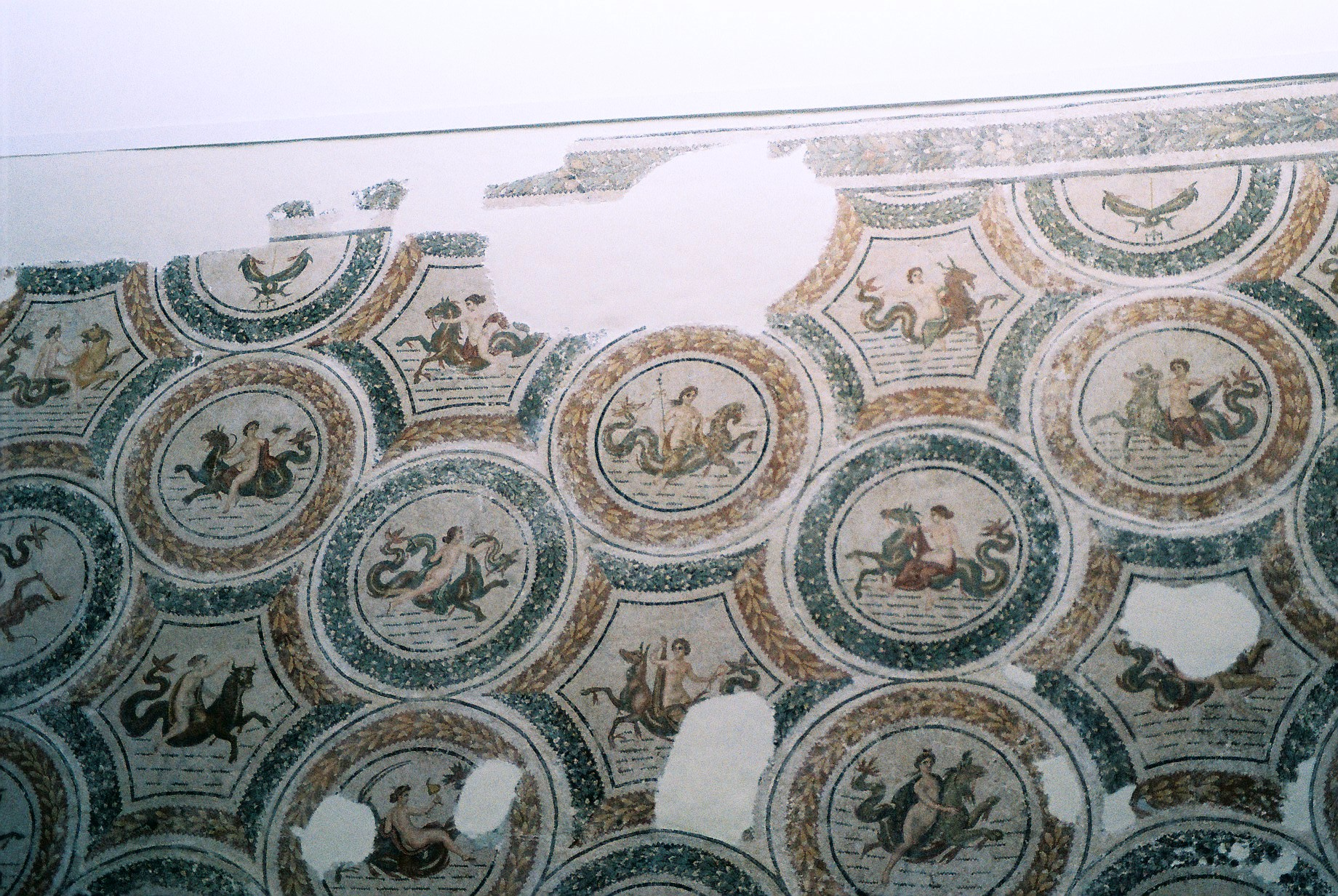
Vue de médaillons et d'une partie de la bordure de la mosaïque, avec les médaillons aux dauphins.

Une large bordure végétale contient des feuilles d'olivier et de laurier, ainsi que des fruits et des fleurs,. À l'entrée et la sortie de la pièce se trouve un motif comportant deux dauphins enroulés autour d'un trident.
L'immense pavement d'œcus comporte 56 médaillons, 35 circulaires et 21 hexagones concaves. Chaque médaillon est encadré d'une bordure. Les médaillons circulaires ou hexagonaux sont séparés les uns des autres par des guirlandes de laurier. Chaque médaillon est autonome, mais la mosaïque forme « un tableau unique ».
Les figures obéissent toutes, sauf dix d'entre elles, à un axe est-ouest afin d'être visibles de la place du maître de maison. Les dix dernières sont tournées vers l'extérieur ou vers les autres lits présents dans la pièce.

#### Cortège de Neptune

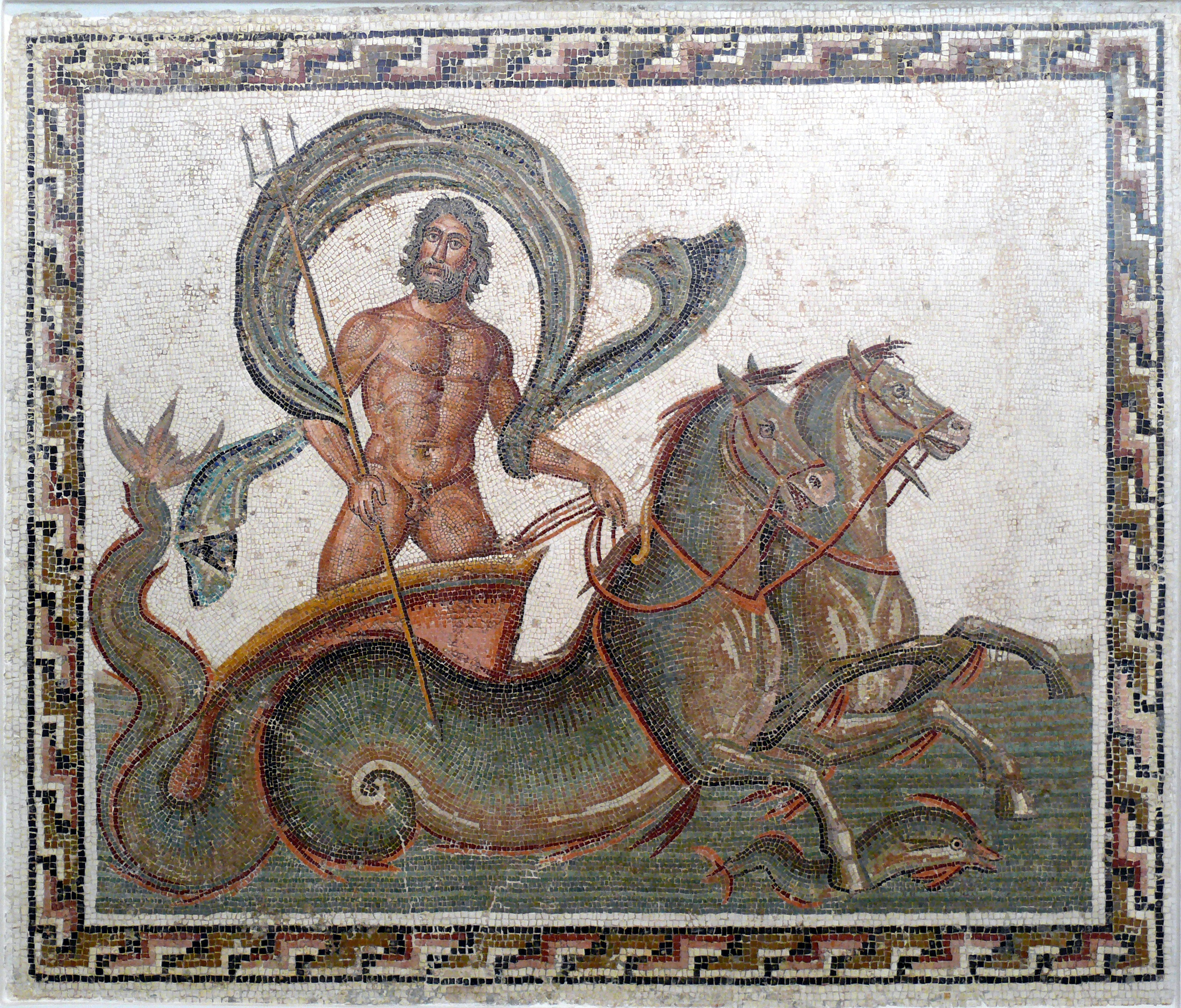
Une autre Mosaïque du triomphe de Neptune au musée archéologique de Sousse, découverte en 1904, milieu du IIIe siècle.

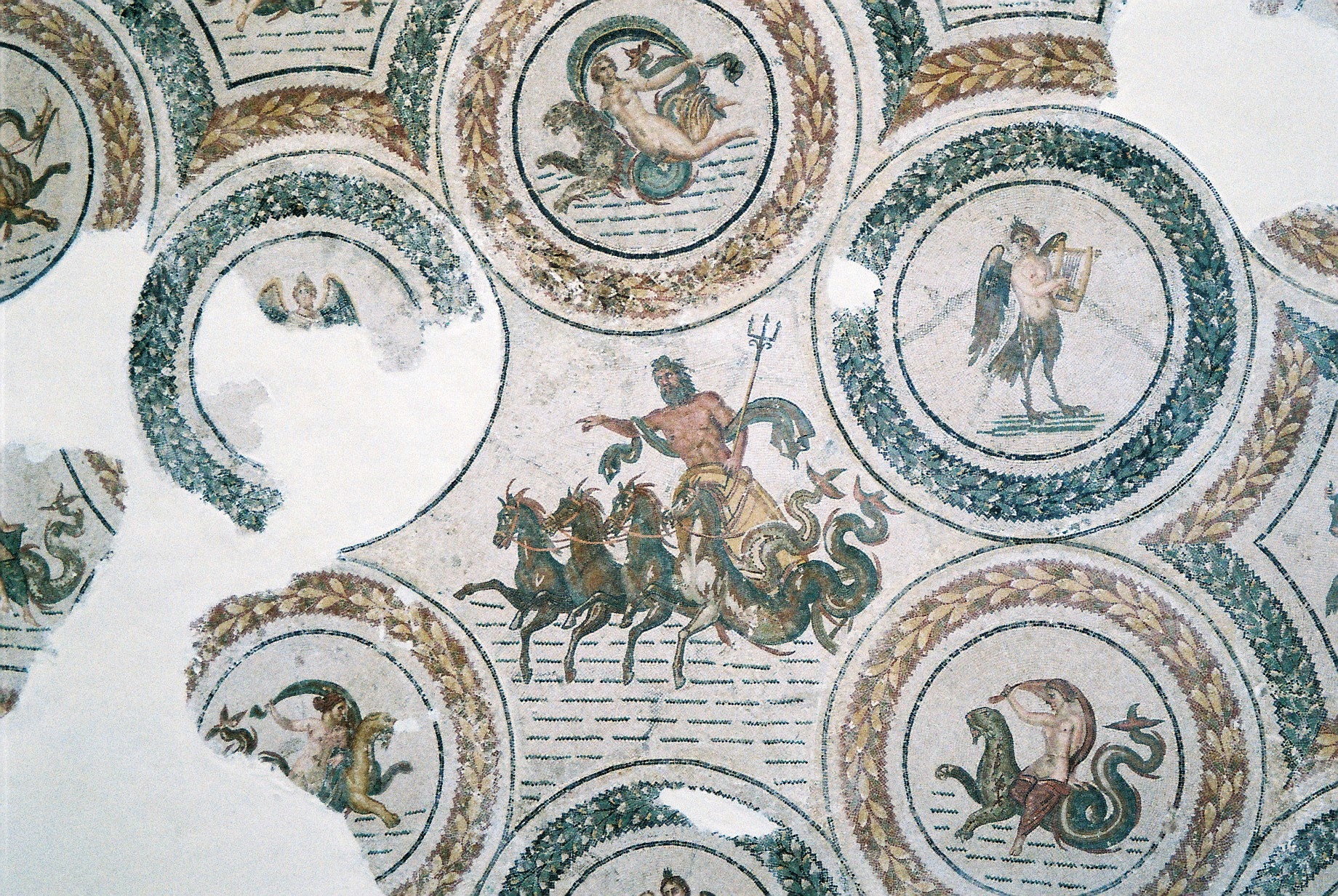
Vue du médaillon central avec le triomphe de Neptune et le premier rang de médaillons figurant des Néréides et des Sirènes.

Le cortège de Neptune n'est pas au centre de la mosaïque ni dans un médaillon hexagonal ; il est dépourvu de bordure intérieure, ce qui augmente l'espace dévolu à la scène, qui est « très vivante » et colorée.
Le centre géométrique de la composition est occupé par un médaillon rond avec peut-être une représentation d'Amphitrite. Deux autres médaillons qui entourent le Neptune représentent des Néréides sur des animaux marins et des sirènes accompagnées d'instruments de musique. Ces dispositions sont « la seule trace de symétrie que présente la composition ». Les médaillons entourant Neptune comportent une alternance de Néréides et de sirènes : les Néréides chevauchent des panthères marines et, parmi les sirènes munies de « pattes de gallinacés », deux ont des instruments, une flûte et une lyre, et la dernière devait chanter. Le nombre de sirènes est « conforme à la mythologie », elles sont pourvues d'ailes et de plumes.

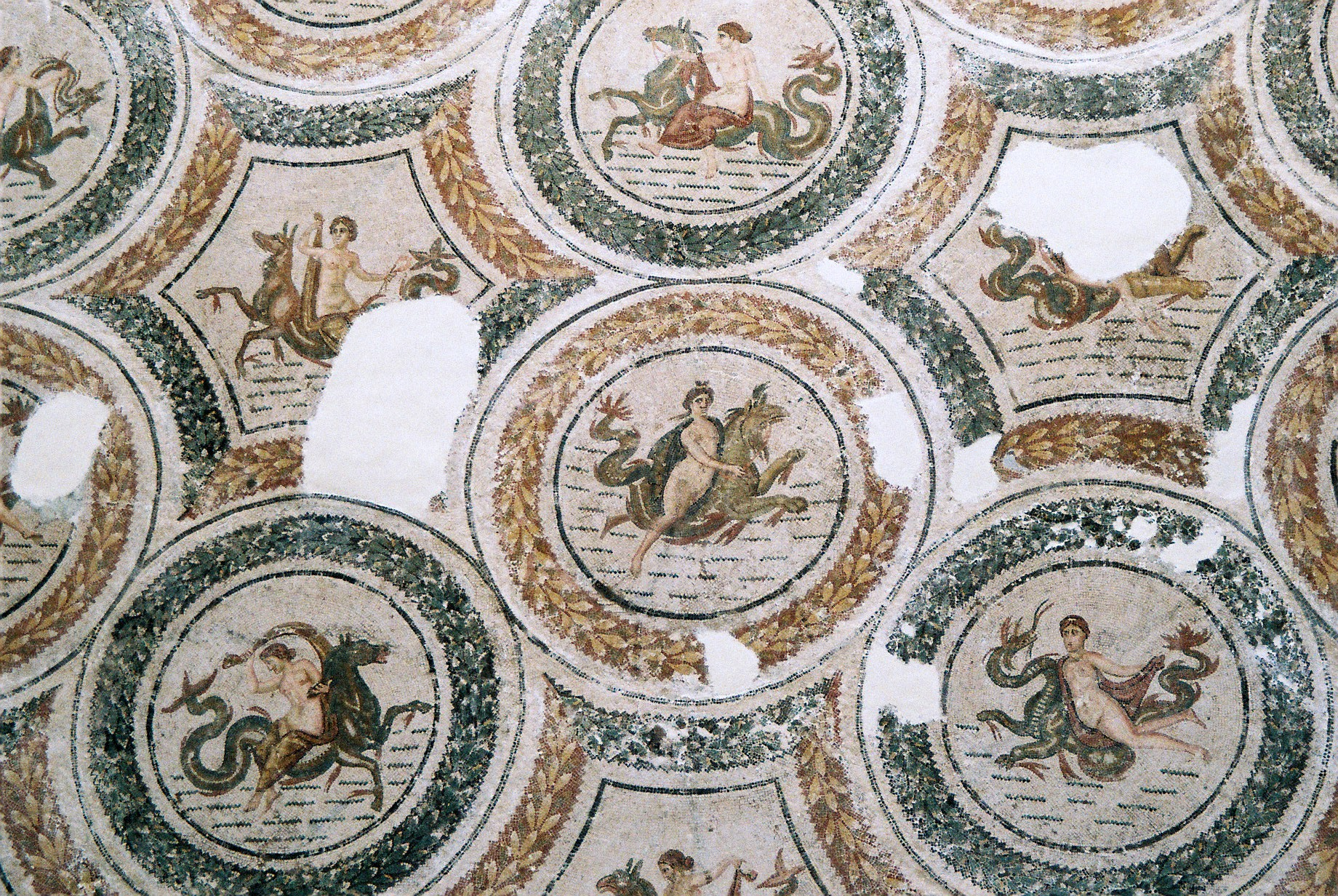
Vue d'une partie des médaillons figurant des Néréides chevauchant des créatures marines.

La divinité est penchée vers l'avant, le bras allongé, sur son char en mouvement, la roue en arrière ; elle se trouve dans une posture « pleine de fougue et de vivacité ». Le char est composé de quatre créatures marines. Le visage de Neptune, sourcils froncés, laisse apparaître de la colère. Le dieu porte un trident du bras gauche et brandit en avant son autre bras.

#### Médaillons
Les médaillons représentent des motifs indépendants « l'un de l'autre », mais l'ensemble représente « les déesses de la mer escortant Neptune »,. Une guirlande entoure les médaillons. Ces derniers représentent des sirènes, des créatures mi-femmes mi-oiseaux, des Néréides et des ichtyocentaures.
Sur le bord de l'œuvre, on trouve des ichtyocentaures qui disposent d'un gouvernail ou d'une conque, d'autres encore disposent d'un fascinum, « poteau en forme de croix » peut-être en liaison avec l'élevage des chevaux, ou d'un pedum, ustensile des satyres. Les médaillons non complets du fait de la bordure sont soit vides, soit occupés par des dauphins avec un trident.
| Avant-train d'animal terrestre | Nombre de représentations, |
| ------------------------------ | -------------------------- |
| Taureaux                       | 5                          |
| Griffons                       | 5                          |
| Panthères                      | 5                          |
| Dragons                        | 5                          |
| Chevaux                        | 10                         |
| Lion                           | 1                          |
| Lionne                         | 1                          |
| Capricornes                    | 2                          |
| Cerf                           | 1                          |
| Chèvre                         | 1                          |
| Tigre                          | 1                          |
| Loup                           | 1                          |
| Bélier                         | 1                          |
| Bouc                           | 1                          |

Les Néréides sont sur le dos de créatures marines : l'avant-train est celui d'un animal terrestre, et toutes les créatures possèdent « une longue queue de poisson ». Certaines ont des nageoires et des « couleurs verdâtres ». Les Néréides sont pleines de grâce et dans des attitudes diverses, nues ou munies d'un voile, sur le dos ou juxtaposées à l'animal fantastique présent à leurs côtés, et pourvues d'accessoires très divers (corne d'abondance, conque, gouvernail, corbeille de fruits, lotus, sceptre, thyrse…),.
| Personnages | Attributs                                                              |
| ----------- | ---------------------------------------------------------------------- |
| Centaures   | torche-ancre-gouvernail-houlette-conque                                |
| Nymphes     | aviron-houlette-feuille de lotus-sceptre-thyrse-corne d'abondance-épée |

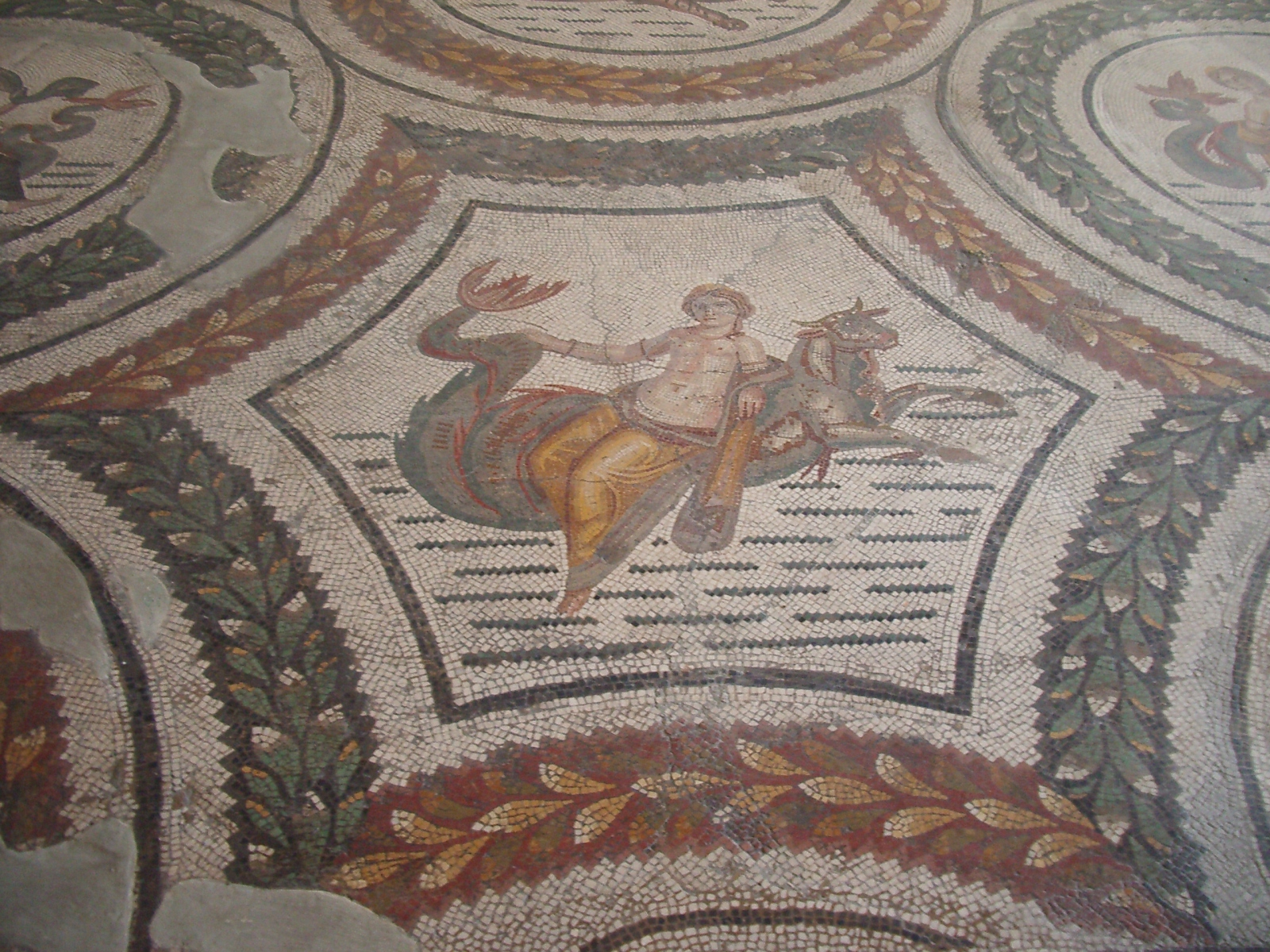
Néréide.
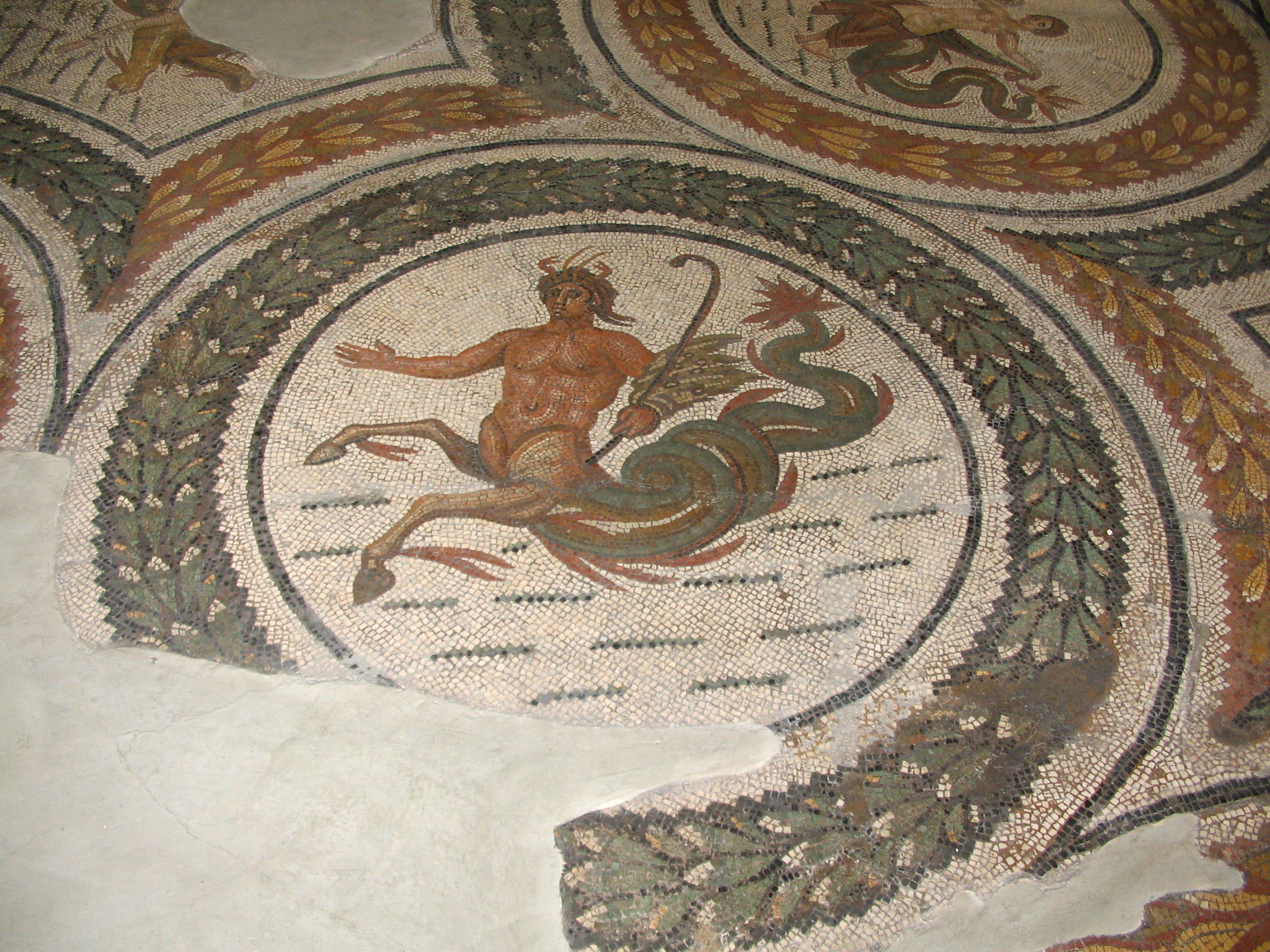
Ichtyocentaure.
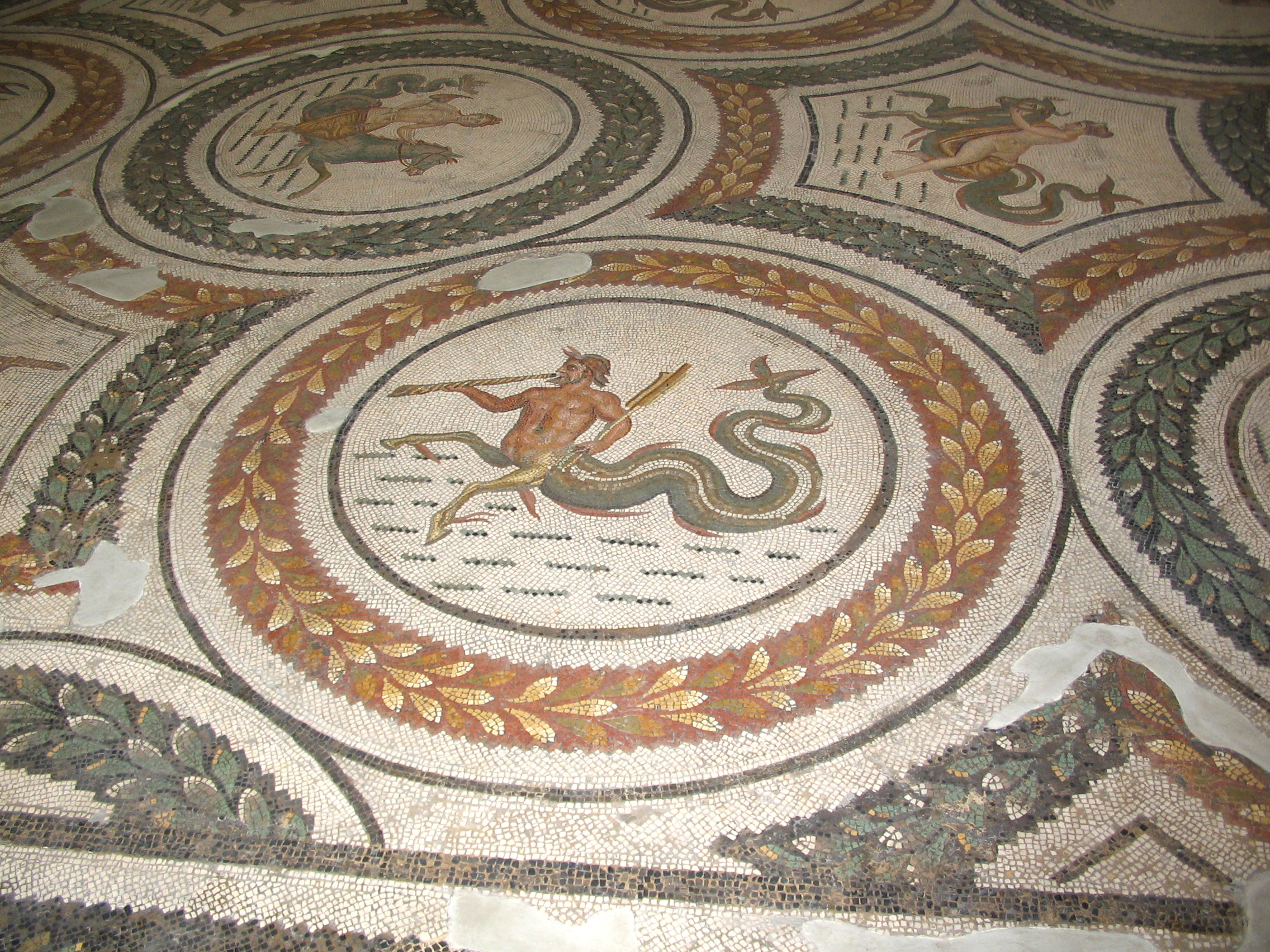
Ichtyocentaure soufflant dans une conque.

## Interprétation de la mosaïque du triomphe de Neptune

### Œuvre réalisée par une équipe aux talents divers
Le sujet et la composition ne sont pas originaux mais l'œuvre « est rachetée par le soin de l'exécution, la beauté du dessin et la variété du travail ». Les cartons de l'œuvre, d'« un goût assez fin », sont réalisés par le même artiste.
Cependant, dans la réalisation, ce ne sont pas les mêmes artisans qui ont travaillé car on constate des différences de traitement. La qualité des divers médaillons est en effet inégale : sur ce chantier, relativement important, des mosaïstes aux talents divers ont travaillé et il y a sans doute eu une « répartition du travail ». Le pourtour a été fait par une seule personne, et les médaillons ont été soit réalisés sur place par différentes personnes, soit réalisés ailleurs et uniquement insérés dans l'œuvre finale. Le mortier de support de la mosaïque est lui aussi de qualité diverse, caractère également relevé par les fouilleurs.
Cette diversité de réalisation, avec un triomphe de Neptune « excellent » selon René du Coudray de La Blanchère, mais d'autres éléments « médiocres […] [voire] tout à fait manqués », comme la représentation d'une femme sur un tigre, n'empêche pas une bonne impression générale.
Les médaillons obéissent souvent à un axe est-ouest, afin d'être vus non de l'entrée mais du fond de la pièce, emplacement du lit du propriétaire de la maison. Cependant, certains sont orientés vers l'extérieur, peut-être en relation avec l'emplacement des lits ou des ouvertures dans le mur. La composition précise « reste à réétudier ».
Parmi les œuvres découvertes dans la maison de Sorothus, le médaillon de la panthère est considéré comme l'« une des plus belles représentations de l'art animalier que l'on puisse trouver dans la mosaïque de la Tunisie romaine ». La finesse des tesselles et la finesse de ce médaillon indiquent un même artiste que pour les médaillons de panthère marine de la mosaïque de Neptune.

### Œuvre au service d'une mise en scène des activités du propriétaire
Sorothus n'est pas qu'un « simple propriétaire de haras », même si sa fortune est liée aux chevaux de course.

#### Éleveur de chevaux et grand propriétaire
Ce propriétaire était une personnalité d'Hadrumète de la fin du IIe siècle et du début du IIIe siècle, éleveur de chevaux qui couraient en Byzacène voire à Rome, commerçant et membre d'une sodalité. Sorothus faisait courir ses chevaux sous la couleur des bleus.
Les chevaux et les jockeys d'Afrique étaient réputés. Les élevages de chevaux ont une excellente renommée en Numidie « dès l'époque numide ». Un salthus Sorothensis y a été identifié, à 280 km de Sousse, vers Souk Ahras dans l'actuelle Algérie grâce à une inscription (CIL, VIII, 11150), perdue depuis, qui était peut-être le lieu d'origine des équidés.

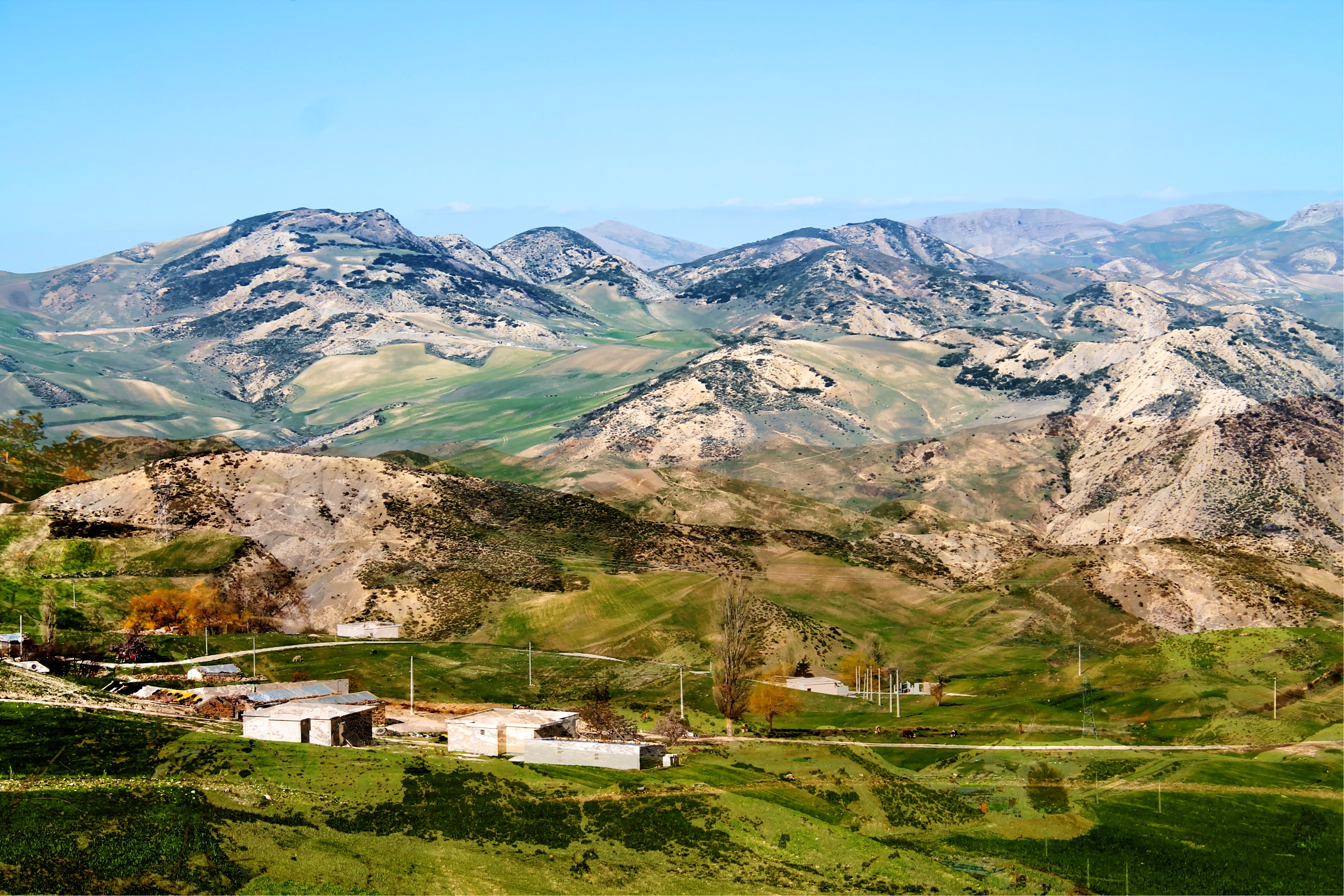
Paysage de la région de Souk Ahras.

Cette inscription retrouvée en réemploi dans un fortin tardif a disparu. Le lieu dont elle provient a été reconnu à 3 km du village d'Aïn Babouche, dans un site qui a livré des mosaïques portant des motifs semblables à ceux répandus à Hadrumète. Le site ne pouvait être utilisé pour la culture du blé ou des vergers, mais l'eau permettait une herbe abondante, d'où l'élevage de chevaux réputés et exportés notamment à Rome.
« Saturno Augu(sto) sacrum, / Genio salt(us) Sorothens(is), /
M. Fl(avius) Terti(us), pro salute / dom(ini) Imp(eratoris) Iuli
Ma[xi]m(ini), [ar]am fec(it). »
L'inscription est dédiée au salut de l'empereur Maximin selon Marcel Le Glay et du génie du saltus par M. Falvius Tertius.
La mosaïque des chevaux présente des rochers d'« une forme assez superficielle ». Jean-Pierre Laporte, qui a comparé les paysages du présumé saltus Sorothensis avec les paysages sur les mosaïques de la maison de Sorothus, conclut à « une évocation assez suggestive » peut-être fondée sur une description orale. Le paysage de la mosaïque des haras peut être celui de cette région, la mosaïque pouvant être réaliste.

#### Activités commerciales
La représentation du motif d'entrée et de sortie de la salle est peut-être un indice des activités commerciales et maritimes du propriétaire de la demeure. Sorothus exerçait des activités de commerce maritime, même s'il ne devait pas posséder de navires. Le nom du propriétaire apparaît à plusieurs reprises sur les mosaïques de la maison. La représentation de Neptune est là pour souligner que le propriétaire mettait des bateaux de commerce sur la mer et qu'il souhaitait s'attirer les faveurs du maître de cet élément,.

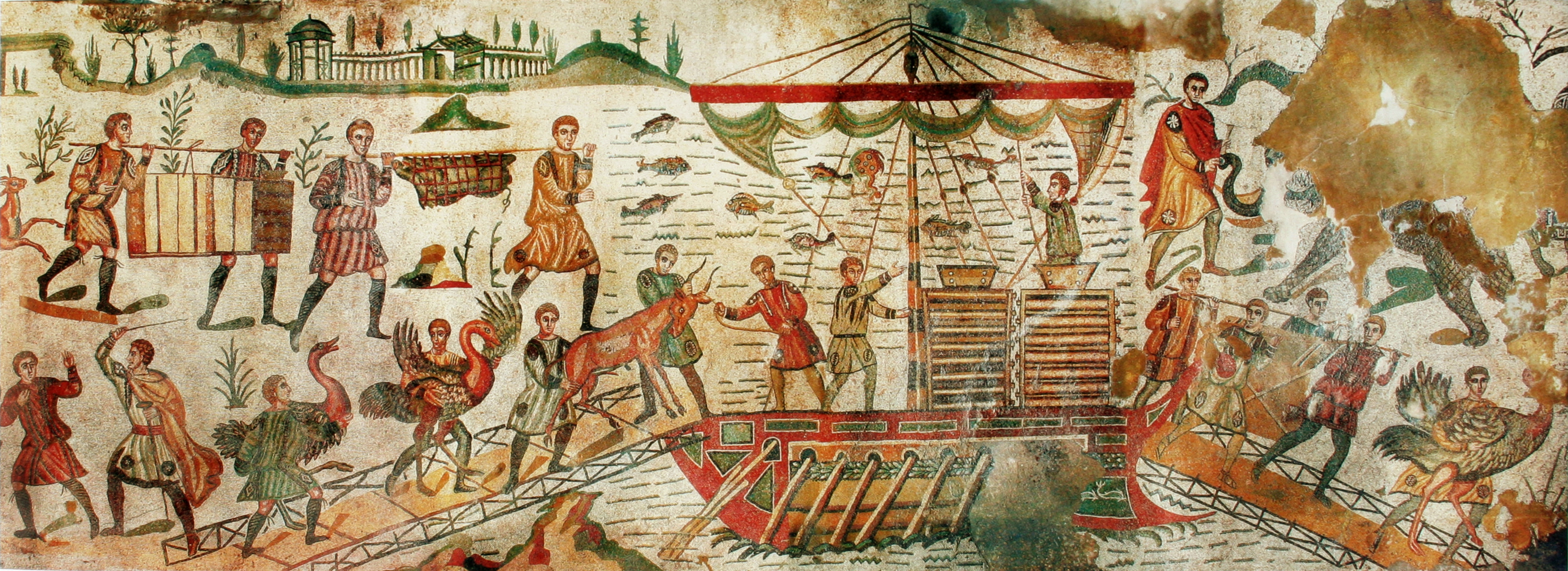
Transport d'animaux exotiques sur une mosaïque de la villa romaine du Casale.

Il devait fournir également des animaux sauvages pour les spectacles de l'amphithéâtre avec une activité sur la mer qui serait évoquée par le cortège de Neptune. La panthère évoque le rôle de munerarius. Avec son collier, elle serait une représentation d'un animal domestiqué. Les inscriptions ad leonem et ad aprum évoquent selon Louis Foucher l'été et l'hiver ; Henri Lavagne pense à une représentation des animaux de l'arène. Cette action en faveur des jeux de l'amphithéâtre peut être mise en relation avec les associations appelées sodalités. Sorothus capturait des bêtes destinées aux jeux, ses dompteurs domestiquant des animaux destinés aux « jeux non sanglants ».

#### Activité sociale dans le cadre d'une sodalité
Le propriétaire était un membre important d'une sodalité, les Taurisci.
Les restaurations des mosaïques trouvées dans la maison de Sorothus rendent parfois délicates des interprétations, même si on possède des indices des activités du propriétaire. Le poteau dit fascinum est différent sur les dessins antérieurs à celles-ci et ressemble au symbole de la sodalité des Taurisci. Certains ichtyocentaures portent un pedum, instrument qui est associé aux satyres. La panthère et le lion retrouvés sur les mosaïques de la maison de Sorothus sont des « fauves domptés par Dionysos ». Les représentations de panthères isolées étaient appréciées à Hadrumète.

### Œuvre appartenant à une riche demeure urbaine du Sahel et à l'histoire influencée par le contexte local

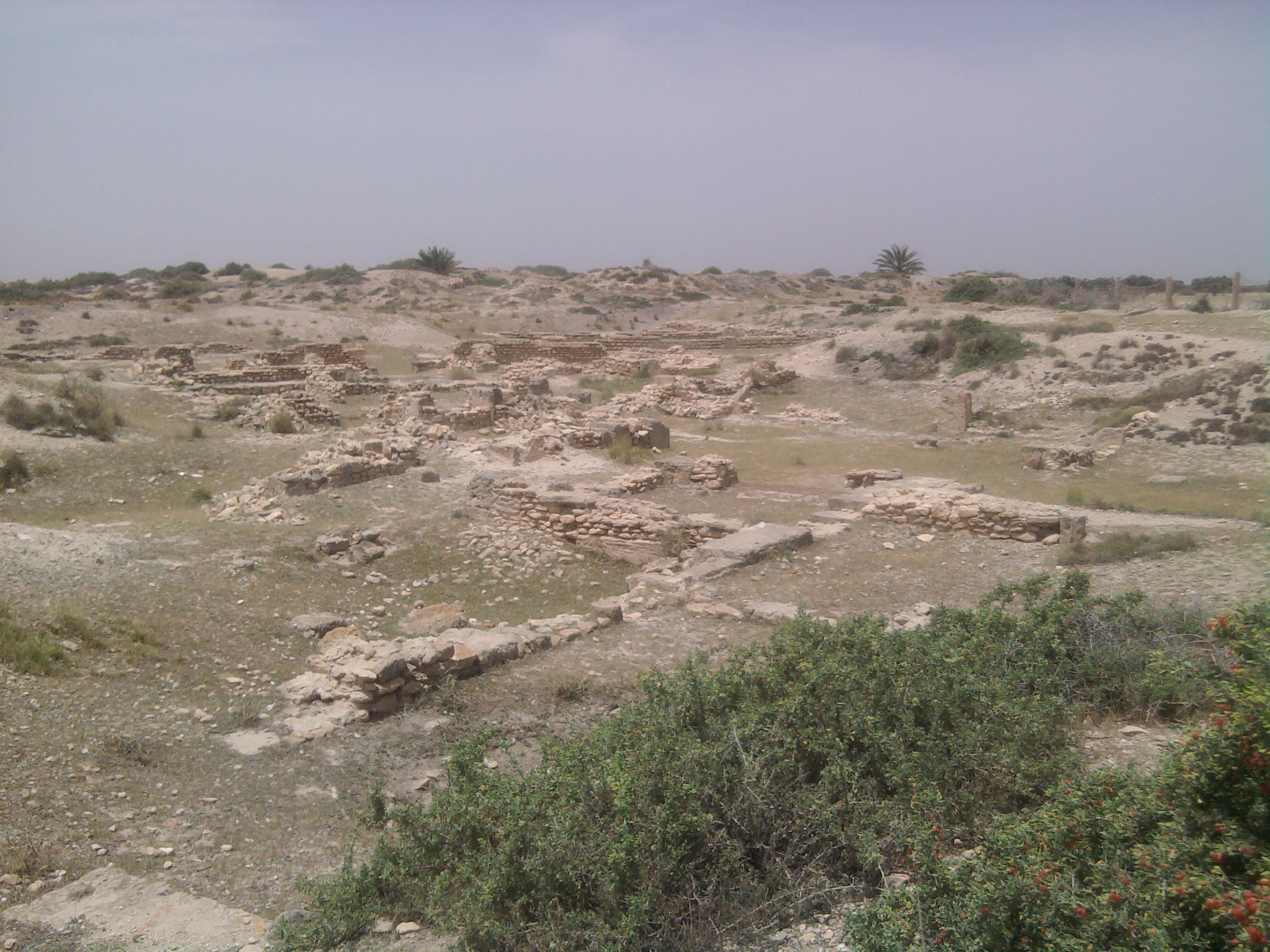
Vue actuelle des ruines d'Acholla.

La maison de Sorothus appartient au groupe de maisons trouvées dans l'actuel Sahel tunisien, à Acholla ou Thysdrus. Les maisons des classes supérieures servaient autant la vie privée que la vie publique. Les archéologues ont cependant noté une « contradiction entre la qualité des mosaïques et la médiocrité de l'élévation des murs », « indice d'ancienneté » des constructions.
Selon Gilbert Charles-Picard, ces riches demeures étaient occupées par des membres d'« une classe de grands propriétaires et commerçants », possesseurs de terres et actifs dans les ports.
Sorothus était une personnalité de sa ville, un citoyen romain dont seul le cognomen, très rare, est connu, donc indiquer les tria nomina était inutile. Louis Foucher le considère comme un « parvenu ».
Le propriétaire appartenait à « une classe de grands propriétaires et commerçants » de Byzacène, dont nombre de domus ont disparu au IIIe siècle. Jean-Pierre Laporte pose la question de la disparition des riches demeures de Byzacène dont certaines sont survenues dans la première moitié du IIIe siècle. Selon Charles-Picard, la disparition est liée aux proscriptions consécutives à la révolution de 238 et au début du règne de Gordien III. Laporte signale qu'aucune certitude n'existe pour la maison de Sorothus, même si la monnaie la plus récente découverte date du règne de Philippe l'Arabe et que le domaine rural du propriétaire de la maison appartient au domaine impérial sous le règne de Maximin, ce qui laisse entendre une dégradation de la situation de la riche famille d'Hadrumète dès cette époque de troubles qui suit l'assassinat de Sévère Alexandre.

#### Ouvrages généraux
- Aïcha Ben Abed-Ben Khedher, Le musée du Bardo : une visite guidée, Tunis, Cérès, 1992, 76 p. (ISBN 978-9973-700-83-4). .
- Stéphane Bourdin et Alessandro Pagliara (dir.), Marie-René de La Blanchère : dalle terre pontine all'Africa romana, Rome, École française de Rome, 2019, 209 p. (ISBN 978-2-7283-1414-0, lire en ligne). .
- (en) Katherine Dunbabin, The Mosaics of Roman North Africa : Studies in Iconography and Patronage, Oxford, Clarendon Press, 1978, 303 p. (ISBN 978-0-19-813217-2).
- Paul Gauckler, Inventaire des mosaïques de la Gaule et de l'Afrique, vol. II : Afrique proconsulaire (Tunisie), Paris, Ernest Leroux, 1910, 352 p. (lire en ligne).
- M'hamed Hassine Fantar, Samir Ouanallah et Abdelaziz Daoulatli, Le Bardo, la grande histoire de la Tunisie : musée, sites et monuments, Tunis, Alif, 2015, 229 p. (ISBN 978-9938-9581-1-9).
- Jean-Pierre Laporte, « Gustave Hannezo (1857-1922) et l'archéologie tunisienne », Cartagine, Studi i Ricerche, no 2,‎ 2017 (ISSN 2532-1110, DOI 10.13125/caster/3040, lire en ligne, consulté le 30 mars 2020). .
- Hédi Slim et Nicolas Fauqué, La Tunisie antique : de Hannibal à saint Augustin, Paris, Mengès, 2001, 259 p. (ISBN 978-2-85620-421-4).
- Hédi Slim, Ammar Mahjoubi, Khaled Belkhodja et Abdelmajid Ennabli, Histoire générale de la Tunisie, vol. I : L'Antiquité, Paris, Maisonneuve et Larose, 2003 (ISBN 978-2-7068-1695-6).
- Mohamed Yacoub, Le Musée du Bardo : départements antiques, Tunis, Agence nationale du patrimoine, 1993, 294 p. (ISBN 978-9973-917-12-6). .
- Mohamed Yacoub, Splendeurs des mosaïques de Tunisie, Tunis, Agence nationale du patrimoine, 1995, 421 p. (ISBN 9973-917-23-5). .

#### Ouvrages sur la ville, la maison ou la mosaïque
- René du Coudray de La Blanchère, « La Mosaïque de Neptune à Sousse », Bulletin archéologique du Comité des travaux historiques et scientifiques,‎ 1888, p. 163-176 (lire en ligne). .
- Mongi Ennaïfer, « Le thème des chevaux vainqueurs à travers la série des mosaïques africaines », Mélanges de l'École française de Rome. Antiquité, Paris,‎ 1983, p. 817-858 (lire en ligne). .
- Louis Foucher, Hadrumetum, Paris, Université de Tunis/PUF, 1964, 405 p. (BNF 33009469). .
- Paul Gauckler, « Les mosaïques de l'arsenal à Sousse », Revue archéologique, t. 31,‎ juillet-décembre 1897, p. 8-22 (ISSN 0035-0737, lire en ligne).
- Jean-Pierre Laporte et Henri Lavagne, « La domus de Sorothus et ses mosaïques », CRAI, vol. 150, no 2,‎ 2006, p. 1327-1392 (lire en ligne). .
- Pol Trousset, « Hadrumetum », dans Gabriel Camps (dir.), Encyclopédie berbère, vol. 22 : Hadrumetum – Hidjaba, Aix-en-Provence, Édisud, 2000 (ISBN 2-7449-0127-X, lire en ligne), p. 3307-3319.

#### Autres travaux
- Mongi Ennaïfer, « La mosaïque aux chevaux d'El-Maharune (près de Thuburbo Minus, l'actuel Thébourba) », Mélanges de l'École française de Rome, vol. 106, no 1,‎ 1994, p. 1327-1392 (lire en ligne).